# Réguiny
Réguiny [ʁegini] est une commune française, située dans le département du Morbihan en région Bretagne.

## Géographie

### Localisation
|         | Crédin  |             |
| Évellys | Réguiny | Pleugriffet |
|         | Moréac  | Radenac     |

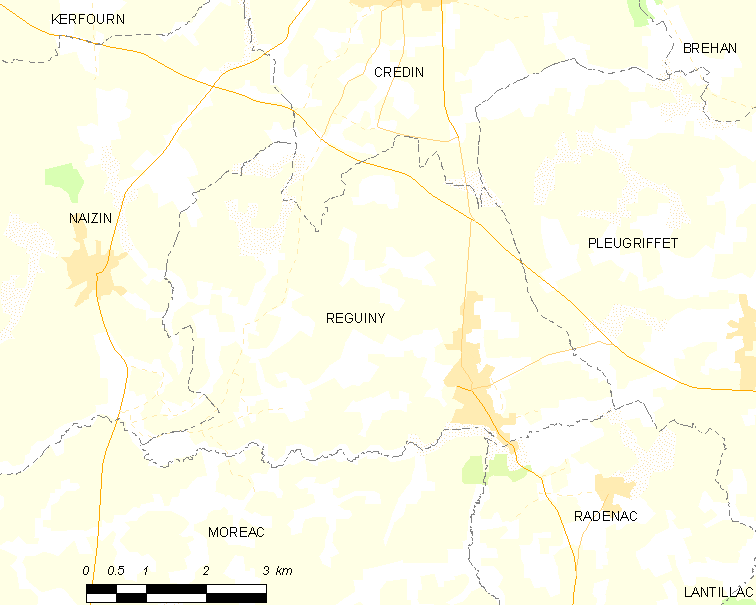
Carte de Réguiny et des communes avoisinantes.

Le bourg, situé à l'extrémité sud-est du territoire, est à 12 kilomètres de Rohan, à 28 kilomètres de Ploërmel, et à 39 kilomètres de Vannes.

### Paysage et relief
La commune de Réguiny est faiblement vallonnée, le sous-sol étant constitué majoritairement de schistes tendres. Elle appartient à l'unité paysagère du Bassin agricole de Pontivy, parfois surnommé la « Petite Beauce », un territoire s'étendant au nord, à l'est et au sud de cette ville et voué à l'agriculture intensive. La plupart des talus et des haies d'arbres typiques du bocage de l'ouest de la France ont disparu pour laisser place à de grandes parcelles de céréales et les espaces boisés sont rares.
| - Carte topographique de la commune de Réguiny. |

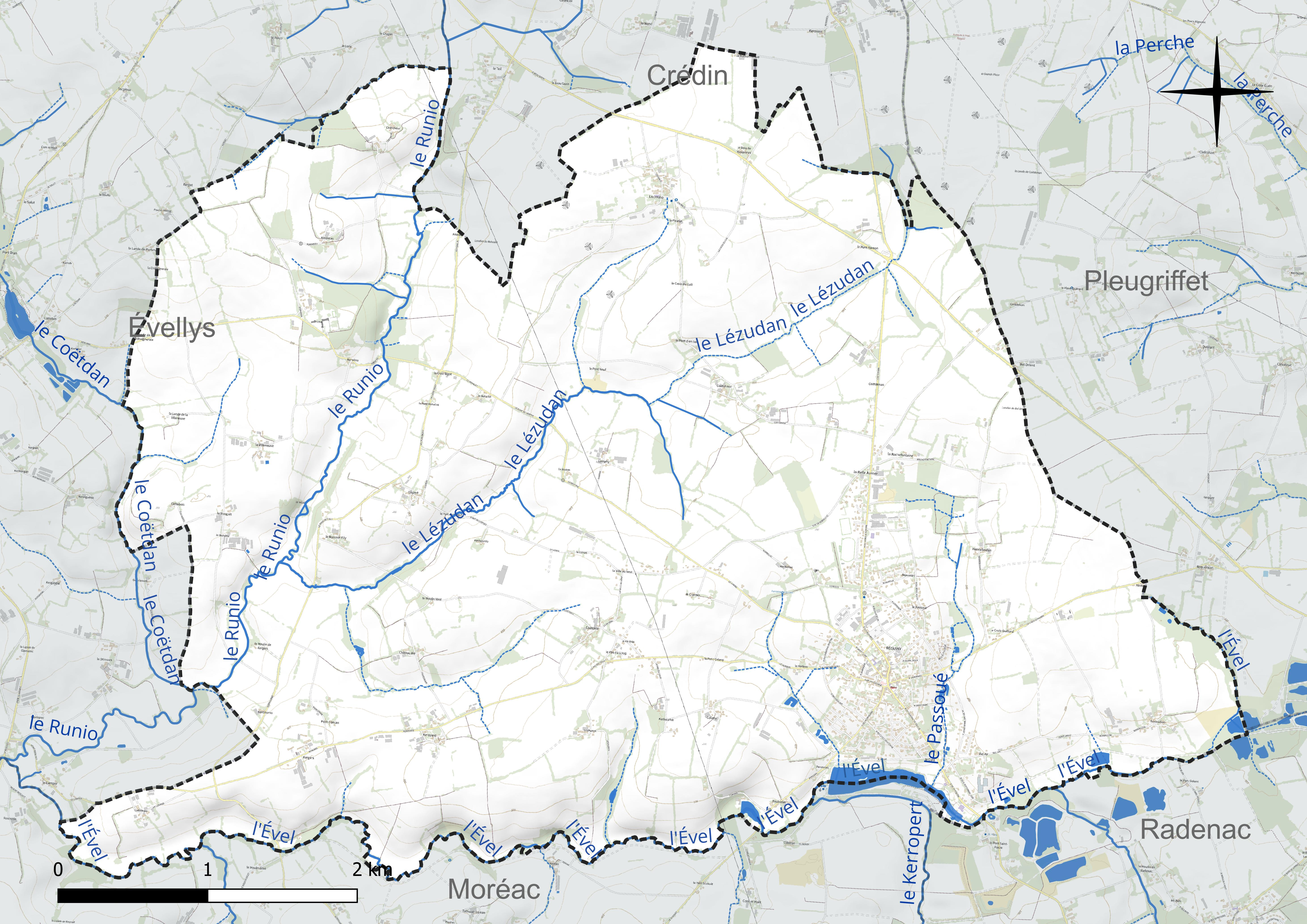
Carte du réseau hydrographique de Réguiny.

Les altitudes les plus élevées se situent au nord du territoire communal (125 mètres à l'extrémité nord de la commune, près du lieu-dit la Maison Neuve ; 124 mètres à l'est du village de Locmalo) ; le point le plus bas est à l'extrémité sud-est de la commune, dans la vallée de l'Ével, à 61 mètres d'altitude. Le bourg, excentré dans l'angle sud-est de la commune, est vers 80 mètres d'altitude.
La commune est limitée au sud par la rivière Ével (affluent de rive gauche du Blavet), qui sépare Réguiny de Radenac et Moréac ; l'étang de Réguiny, situé juste au sud du bourg et d'une superficie de 7,5 ha, limitrophe de Radenac, constitue en fait la source de l'Ével et est alimenté en eau par plusieurs petits cours d'eau  dont le Passoué et le ruisseau de Bonvallon, ainsi que par le ruisseau de Kerroper (mais ce dernier ne concerne pas la commune de Réguiny) ; une bonne moitié ouest du finage de Réguiny est drainé par le Runio (affluent de rive droite de l'Ével) et ses propres affluents (le Lézudan et le Coëtdan, ce dernier servant en partie de limite ouest de la commune, la séparant de Naizin (désormais d'Évellys).

### Hydrographie
Pour un article plus général, voir Réseau hydrographique du Morbihan.
La commune est située dans le bassin Loire-Bretagne. Elle est drainée par l'Evel, le Runio, le Coëtdan, le Lézudan, le ruisseau le Passoué et divers autres petits cours d'eau,.
L'Ével, d'une longueur de 52 km, prend sa source dans la commune  et se jette  dans le Blavet à Quistinic, après avoir traversé onze communes. 
Le Runio, d'une longueur de 15 km, prend sa source dans la commune de Kerfourn et se jette  dans l'Ével à Évellys, après avoir traversé cinq communes. 

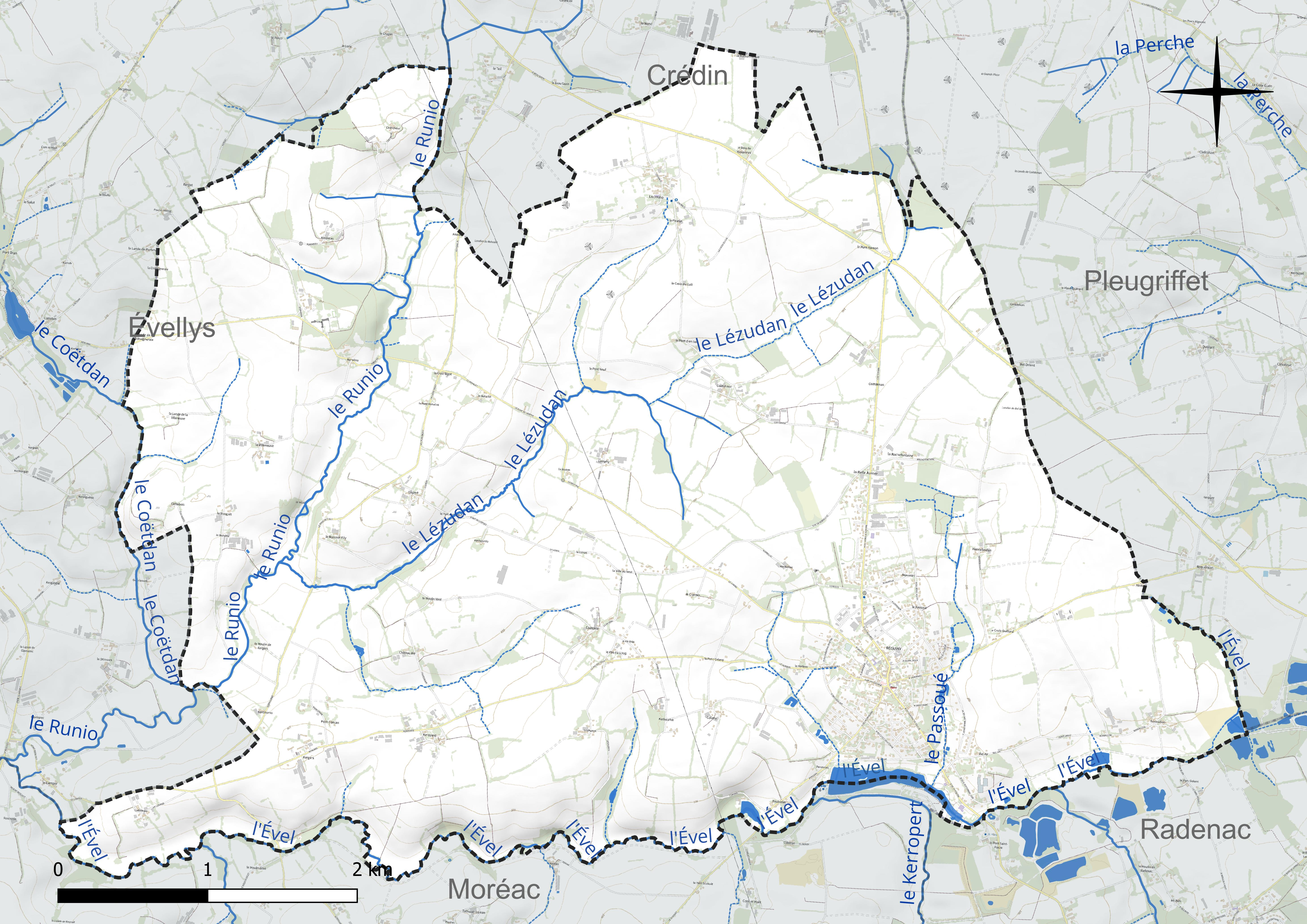
Réseau hydrographique de Réguiny.

### Climat
Pour des articles plus généraux, voir Climat de la Bretagne et Climat du Morbihan.
En 2010, le climat de la commune est de type climat océanique franc, selon une étude du CNRS s'appuyant sur une série de données couvrant la période 1971-2000. En 2020, Météo-France publie une typologie des climats de la France métropolitaine dans laquelle la commune est exposée à un climat océanique et est dans la région climatique  Bretagne orientale et méridionale, Pays nantais, Vendée, caractérisée par une faible pluviométrie en été et une bonne insolation. Parallèlement l'observatoire de l'environnement en Bretagne publie en 2020 un zonage climatique de la région Bretagne, s'appuyant sur des données de Météo-France de 2009. La commune est, selon ce zonage, dans la zone « Intérieur Est », avec des hivers frais, des étés chauds et des pluies modérées.  
Pour la période 1971-2000, la température annuelle moyenne est de 11,3 °C, avec une amplitude thermique annuelle de 12,1 °C. Le cumul annuel moyen de précipitations est de 918 mm, avec 13,5 jours de précipitations en janvier et 6,2 jours en juillet. Pour la période 1991-2020, la température moyenne annuelle observée sur la station météorologique la plus proche, située sur la commune de Moréac à 8 km à vol d'oiseau, est de 12,0 °C et le cumul annuel moyen de précipitations est de 1 043,7 mm,. Pour l'avenir, les paramètres climatiques de la commune estimés pour 2050 selon différents scénarios d'émission de gaz à effet de serre sont consultables sur un site dédié publié par Météo-France en novembre 2022.

### Transports
La D 764 (ancienne Route nationale 164), axe routier allant de Josselin à Pontivy, traverse la partie nord-est de la commune, sans passer par le bourg. Celui-ci est desservi par la D 11 (qui côté nord vient de Rohan et Crédin et côté sud va vers Saint-Allouestre, Saint-Jean-Brévelay et, au-delà, Vannes), ainsi que par la D 203 qui va vers Pleugriffet.

## Urbanisme

### Typologie
Au 1er janvier 2024, Réguiny est catégorisée bourg rural, selon la nouvelle grille communale de densité à sept niveaux définie par l'Insee en 2022.
Elle est située hors unité urbaine et hors attraction des villes,.

### Occupation des sols

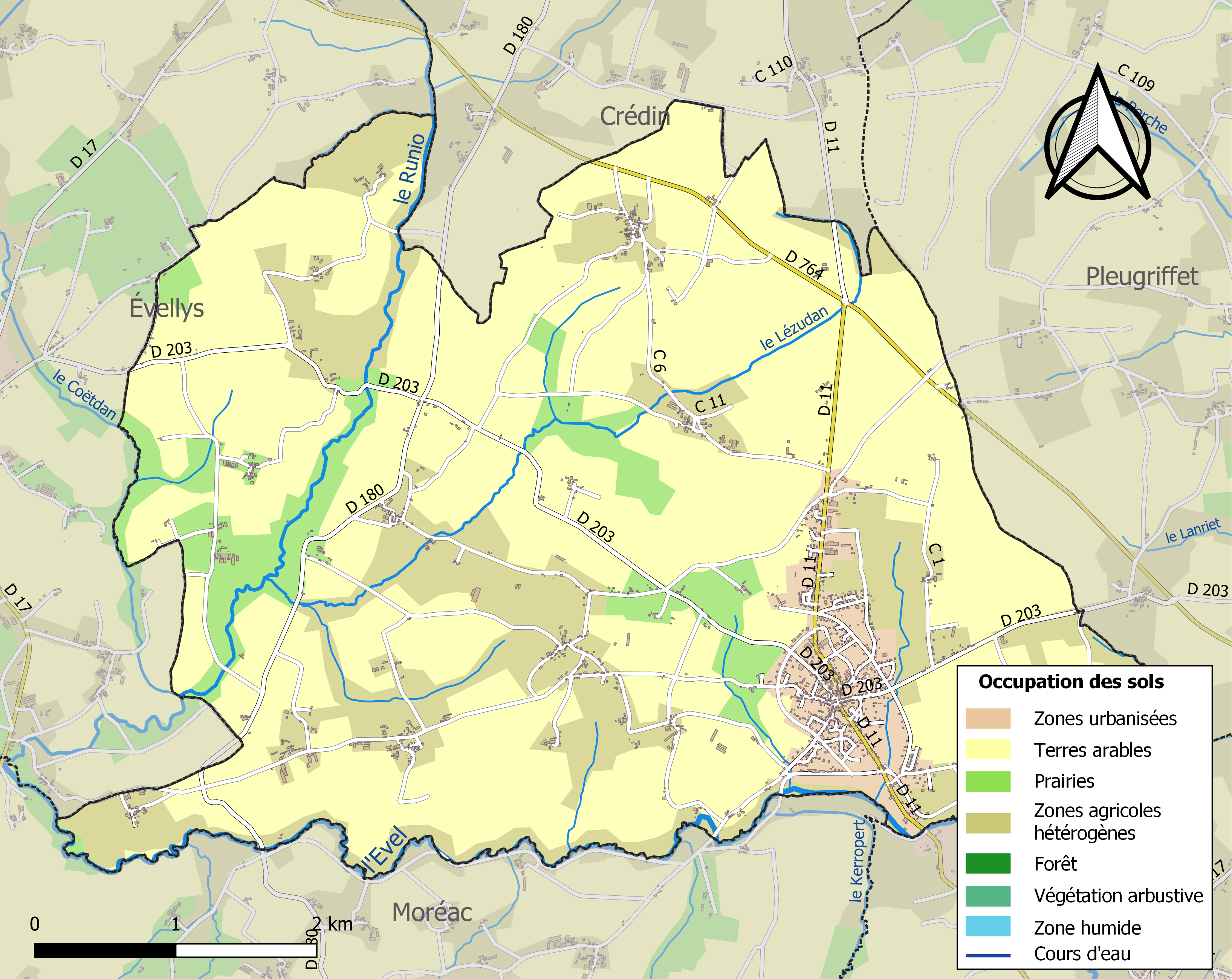
Carte des infrastructures et de l'occupation des sols de la commune en 2018 (CLC).

Le tableau ci-dessous présente l' occupation des sols de la commune en 2018, telle qu'elle ressort de la base de données européenne d’occupation biophysique des sols Corine Land Cover (CLC).
| Type d’occupation                                                                   | Pourcentage | Superficie (en hectares) |
| ----------------------------------------------------------------------------------- | ----------- | ------------------------ |
| Tissu urbain discontinu                                                             | 5,0 %       | 140                      |
| Terres arables hors périmètres d'irrigation                                         | 63,4 %      | 1779                     |
| Prairies et autres surfaces toujours en herbe                                       | 8,1 %       | 226                      |
| Systèmes culturaux et parcellaires complexes                                        | 19,4 %      | 544                      |
| Surfaces essentiellement agricoles interrompues par des espaces naturels importants | 4,1 %       | 115                      |
| Source : Corine Land Cover                                                          |             |                          |

## Lieux-dits
la villeneuve ; bel air ; le moulin à vent ; la maison neuve ; la chataigneraie ; ferrand ; le pas du loup ; le pont neuf ; la croix du gal ; bel orient ; le roscoet ; le resto ; kerbellec ; kerveno ; la mi voie ; coëtmeur ; penhoet ; le pont hamon ; bonvallon ; le crano ; kerdrean ; le herbon ; bandou ; chateaurie ; clehabois ; coetdele ; coetdenan ; coëtdrien ; colany ; croix guillard ; fetigneux ; hennebodan ; kerbouris ; kerbourno ; kergars ; kerhounio ; keroyard ; la croix bigot ; la motaine ; lalleman ; lamphy ; lande de porhman ; lande la villeneuve ; le leren ; le perozan ; le pont d'en bas ; le rohallet ; le rongoet ; leshuern ; lispert ; locmalo ; petit colany ; porconian ; porhman ; poulvidan ; rochefontaine ; roscoet fily ; ville au vent.

## Toponymie
Le nom de la localité est attesté sous les formes Regueni en 1223, Regeni et Regueni en 1280, Regueni en 1387, Regueny en 1432, Regueni en 1516 et Ruguyny en 1554.
Le nom de la localité pourrait provenir du gallo-romain Reginea. Cette théorie est douteuse car la localité gallo-romaine de ce nom est indiquée par la carte de Peutinger comme se trouvant au bord de la mer et correspond en fait à Erquy ou à Aleth. De plus aucune trace d'occupation romaine n'a été trouvée au bourg de Réguiny, même si des vestiges de deux camps romains se trouvent dans la commune.
Une autre hypothèse en fait un nom dérivé de l’anthroponyme Ragonius associé au suffixe -acum bien que cette hypothèse puisse être considérée comme hasardeuse. Ou bien encore d'un pluriel archaïque du mot breton regenn (sillon)[réf. nécessaire].
Redjini en gallo.

## Langue
Dans la quatrième édition de son étude intitulé  Langues et littérature bretonne (PUF 1976), le linguiste Francis Gourvil précise que la frontière linguistique entre le français (parler gallo) et le breton (parler vannetais) coupe Réguiny.

## Histoire

### Préhistoire et Antiquité
Il semble que le territoire reguinois soit peuplé depuis l'ère préhistorique, comme l'attestent des haches de pierre découvertes dans la campagne environnante. L'existence de deux voies romaines et de deux camps romains, ceux de Locmalo et de Villeneuve, confirment un établissement gallo-romain.
C'est sous la domination romaine que saint Clair, évêque de Nantes et apôtre des Vénètes arrive à Réguiny, pour y prêcher la foi chrétienne. La tradition locale prétend qu'il logea dans un village, appelé plus tard Kerbelec ("village du prêtre" en  breton), où il serait décédé le 10 octobre 296, et aurait été inhumé dans une chapelle jouxtant l'ancienne église Saint-Clair de Réguiny (une dalle ornée d'un bas-relief représentant le saint coiffé de sa mitre et muni de sa crosse est son tombeau supposé). En 386, selon Albert Le Grand, les Nantais souhaitaient récupérer la dépouille de leur saint évêque, ce qu'ont refusé les Vannetais, arguant d'un dépôt de la divine providence. Allant à l'encontre de ce refus, les Nantais sont toutefois parvenus à reprendre les reliques convoitées, ne laissant aux paroissiens de Réguiny que le crâne du saint. Celui-ci s'y trouvait encore en 1891, mais le reliquaire les contenant fut vendu en 1901 et les reliques ont disparu depuis.
Réguiny serait une des paroisses primitives de l'Armorique gallo-romaine et l'un des premiers centres d'évangélisation du diocèse de Vannes.

### Moyen-Âge
Les Bretons, parvenus dans cette zone à compter du VIe siècle y ont implanté leur langue et leurs coutumes. Tous les anciens noms de villages sont encore bretons, tels que Kerbellec, Kerdréan, Le Roscoët, Coëtmeur, Coëtdrien… Du Moyen-Âge à la Révolution, l'histoire ne nous apprend rien de particulier.
En 1223, Eudon de Réguéni donna à l'abbaye de Bon-Repos une rente d'un quart de froment : ce qui fut ratifié par son seigneur, Olivier, vicomte de Rohan.
En 1280, un autre Eudon de Réguéni, écuyer, céda à Pierre de Tronchâteau, en échange d'autres biens situés en Cléguérec, une tenue appelée Frézor et des terres situées à Coetmeur, qui les céda à son tour à Geoffroi de Rohan.
Selon Jean-Baptiste Ogée « en 1430, on connaissait dans cette paroisse : le Manoir de Kerescon, qui appartenait à Eustache Serot ; Boudoul, à Anne de Gouezillac ; Châteaurierie , au Sieur d'Efluer ; Kerangail , à Olivier Gicquel ». 
Selon un aveu de 1471, Réguiny était, au sein de la Vicomté de Rohan, une des 46 paroisses ou trèves de la seigneurie proprement dite de Rohan.

### Temps modernes
Le premier registre paroissial tenu par le clergé et les notables remonte à 1575.
Le recteur de Réguiny, Raoul Rouault, fit un acte de 
donation à sa paroisse le 29 août 1739 afin de créer une école ambulante : (l'orthographe a été respectée) « lecolle pour la commodité des enfants se tiendra alternative dans la chapelle de Sainte Claire [saint Clair] ou sous le chapiteau de l'église et dans la chapelle de Locmalo [Locmalo], ou bien s'il est jugé plus expédient au village de Lespere ou autres villages. (...) Le maître décolle enseignera gratuitement à tous les enfants de lécolle leurs prières françaises et latines, le catéchisme, les commandements de Dieu et de léglise, et le reste de la doctrine chrétienne (...) »

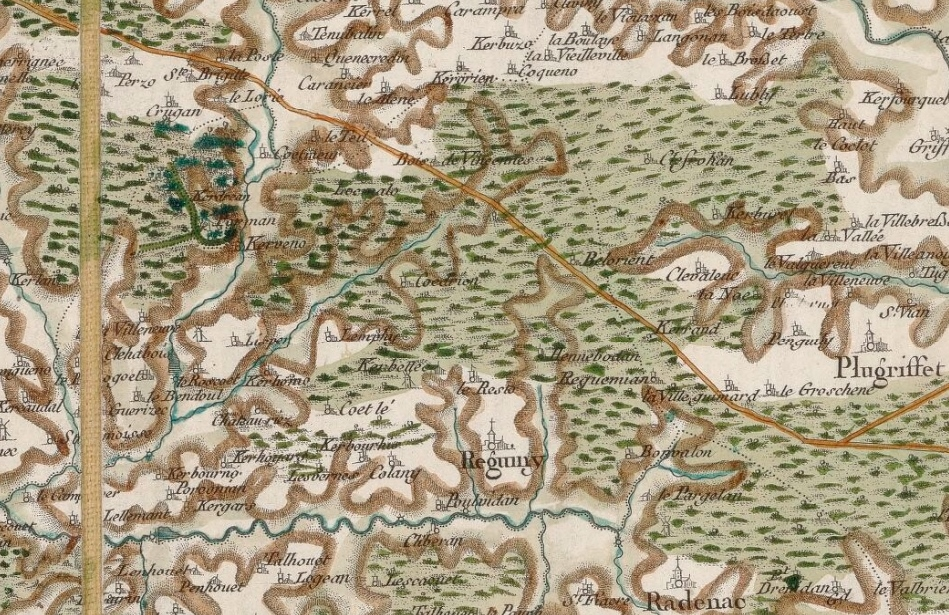
Carte de Cassini de la paroisse de Réguiny (1789).

Jean-Baptiste Ogée écrit ainsi Reguiny en 1778 :

« Réguini ; à 8 lieues au Nord de Vannes, son évêché ; à 18 lieues de Rennes ; et à 3 lieues de Josselin, sa subdélégation. Cette paroisse ressortit à Ploërmel, et compte 1 200 communiants : la cure est à l'alternative. Le territoire, d'une superficie plane, renferme la source de la rivière d'Evelle qui l'arrose, des terres bien cultivées, des prairies et des landes ; il produit beaucoup de fruits. »

Jean-Baptiste Ogée écrit aussi qu'en 1778 « on connaît à Réguiny le château de Porman, décoré de bois de futaie, étang et moulin ; la maison seigneuriale de Coetrigueni, le manoir de Bergare, avec haute, moyenne et basse justice, domaines qui relèvent du Duché de Rohan, et appartiennent à M. de la Touche-Porman ; la maison seigneuriale de Rutauvré, avec moyenne justice, à M. de Montigni et le Rello, avec haute, moyenne et basse justice , qui relève du Comté de Porhoët, à M. Colas ».

### Révolution française
En 1790, une âpre lutte opposa pendant deux mois Réguiny et Pleugriffet pour savoir laquelle des deux communes nouvellement créées serait désigné comme chef-lieu de canton. Même les recteurs participèrent à la bagarre. Finalement ce sera Réguiny qui aura gain de cause.

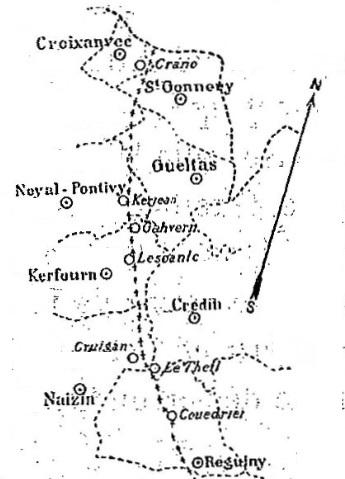
Carte de la limite linguistique breton-français en 1886.

Le recteur de Réguiny, Pierre Després, refusa en 1791 de prêter le serment de fidélité à la Constitution civile du clergé ; devenu prêtre réfractaire, il se réfugia à Carentoir, puis à Nantes et en 1794 à Rennes ; revenu à Réguiny en 1795, il fut emprisonné à Josselin, puis à Vannes, dont il s'évada le 20 décembre 1796. Le vicaire Briand, chargé des petites écoles, fut aussi prêtre réfractaire.
Le prêtre assermenté Lamour déclara à propos des paroissiens de Réguiny : « Il suffit que j'entre à l'église pour que toutes les personnes présentes prennent la fuite », ce qui illustre que la majeure partie des paroissiens fut hostile à la Révolution.
Pendant la Révolution, la chouannerie fut très active, comme un peu partout en Bretagne. Il y eut notamment un certain chef Cobigo, rattaché à la division du colonel Guillemot, dit le « roi de Bignan ». À cette époque, Réguiny devint chef-lieu de canton du district de Josselin.
Le 12 brumaire an III (2 novembre 1794) l'agent national de Josselin écrit au Comité de salut public que « les municipalités de Cruguel, Plumelec, Saint-Jean, Bignan, Buléon, Radenac, Pleugriffet, Réguiny et Credin ne peuvent plus faire exécuter les lois, ni ordonner les réquisitions des grains, fourrage et charrons. Les brigands |chouans] rôdent dans ces communes et les en empêchent. Ils menacent tous les individus qui désireraient y obtempérer de les assassiner eux et leurs familles et d'incendie leur domicile ». 
Le chef chouan Nicolas dit Colas du Resto fut arrêté dans les marais de Réguiny en décembre 1794. Selon Louis Urbain Bruë il était « un des principaux agitateurs des districts de Josselin et Pontivy ».
Le général Hoche, venu à Réguiny pour y rechercher le chef chouan Lantivy, qui s'y était caché avec son conseil d'une trentaine d'hommes, le pourchassa avec ses soldats qui parvinrent à le tuer.
En 1801, elle perd le titre de chef-lieu de canton et est intégré au canton de Rohan.

### LeXIXesiècle

#### Réguiny vers le milieu duXIXesiècle
Une épidémie de typhus survint à Réguiny en 1837.
Vers le milieu du XIXe siècle, la population reste majoritairement légitimiste : par exemple en 1850 le journal La Bretagne lance une souscription destinée à offrir au Comte de Chambord deux chevaux bretons ; 96 communes du Morbihan, dont Réguiny, organisèrent une liste de souscripteurs parmi lesquels on trouve le maire, les adjoints et la quasi-totalité  des membres du conseil municipal.
A. Marteville et P. Varin, continuateurs d'Ogée, décrivent ainsi Réguiny en 1853 :

« Reguiny : commune formée de l'ancienne paroisse de ce nom ; aujourd'hui succursale. Il y a à Bel-Orient dans cette commune deux brigades temporaires de gendarmerie. Géologie : schiste talqueux. On parle le français [en fait le gallo]. »

#### Le "tombeau" de saint Clair et le pèlerinage

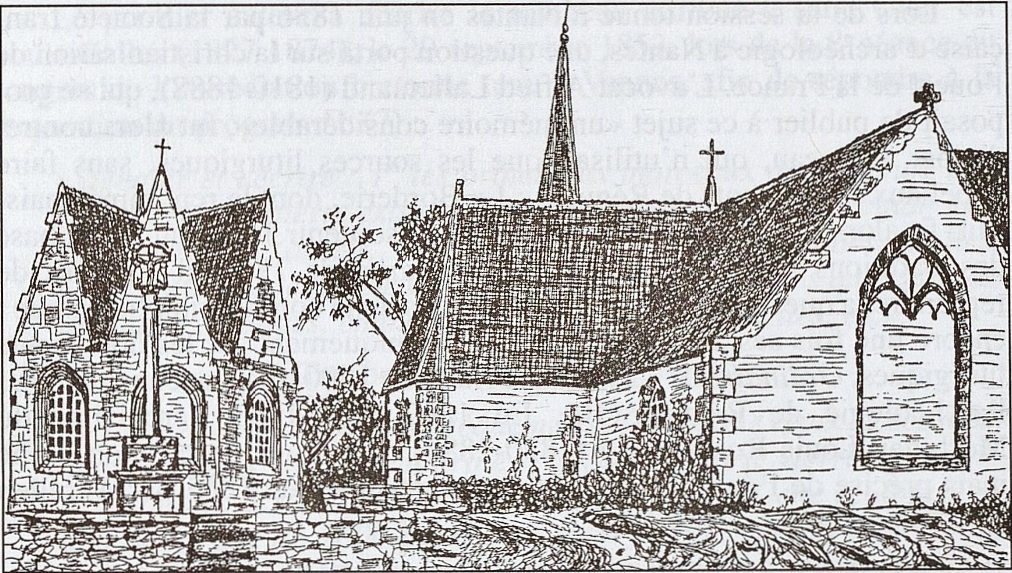
Réguiny ː l'ancienne église Saint-Pierre-et-Saint-Paul et l'ancienne chapelle Saint-Clair (dessin de Paul Bouteiller publié dans le livre de Pierre Martin L'église de Réguiny Morbihan.Histoire. Description. Critique. publié en 1937).

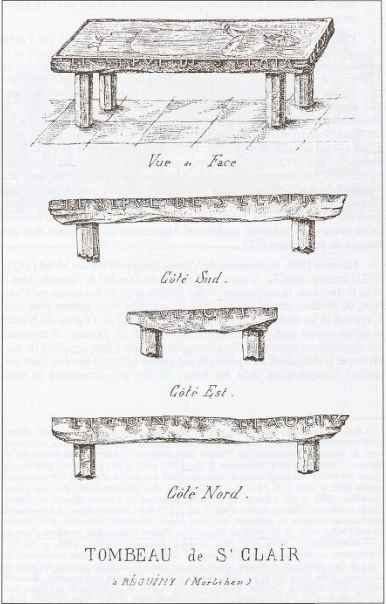
Le tombeau de saint Clair à Réguiny (dessin de Joseph-Marie Le Mené, 1888).

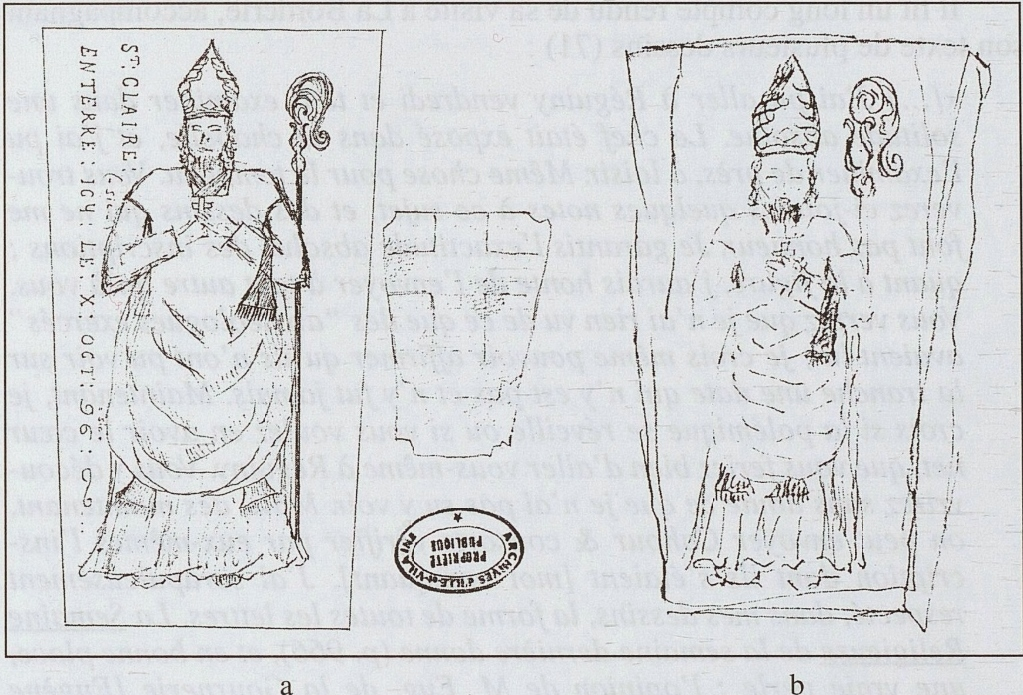
Dessin de la dalle du tombeau de saint Clair à Réguiny par Robert Oheix (1884).

Une polémique opposa plusieurs historiens dans la décennie 1880 à propos de la réalité de la présence de saint Clair et de son tombeau à Réguiny. Avant 1636 aucun historien n'évoque saint Clair à Réguiny, le premier à le faire étant Albert Le Grand, suivi en 1695 par le bollandiste Daniel Papebroch et plusieurs autres historiens ensuite. Le chanoine Joseph Mahé (1769-1831) est le premier à interpréter la stèle tronconique en granite surmontée d'une croix (elle date en fait probablement de l'âge du fer) que plusieurs historiens interprètent à tort dans le courant du XIXe siècle comme marquant l'endroit de la tombe primitive du saint. Louis Galles (1827-1874) est le premier à décrire le tombeau attribué à saint Clair à Réguiny, mais précise que la pierre sculptée qui représente l'évêque mitré doit dater du XVIe siècle ou du XVIIe siècle en dépit de l'inscription qu'elle porte ("S. Claire enterré ici le x octobre 96"). Joseph-Marie Le Mené (1831-1823) signala que la dalle du cénotaphe avait été protégée par quatre colonnes carrées dans lesquelles s'engageaient jadis des barres de fer qui entouraient le tombeau. Lors du congrès de Quintin en 1880, le débat porta notamment sur l'apostolicité de saint Clair (a-t-il été un disciple immédiat de saint Pierre ?) et donc sur l'ancienneté de l'implantation du christianisme en Bretagne et notamment à Nantes. Robert Oheix (1845-1904) demanda la fouille du tombeau de Réguiny, mais on n'y trouva pas le corps du saint. Il semble que le "tombeau de saint Clair" à Réguiny soit en fait un sarcophage d'âge indéterminé (Moyen-Âge central ?) et que la dalle qui le recouvre ait été sculptée par la suite pour figurer le corps du saint, le "tombeau" étant en fait un cénotaphe, lequel fut classé monument historique le 15 juin 1925.
Le culte de saint Clair à Réguiny était marqué par une procession qui avait lieu chaque année, originellement le jour de la fête du saint le 10 octobre, avant d'être déplacée au deuxième dimanche du même mois pour des raisons de commodité : « la procession partait de l'église paroissiale et aboutissait à une fontaine proche de Kerbellec, le « village du prêtre » à 1 300 mètres au nord-ouest du bourg » ; le pèlerinage de 1874 attira plus de 5 000 fidèles, peut-être même 10 000, les chiffres variants selon les sources.
Jusque vers 1890 on plongeait le crâne (supposé) de saint Clair dans un bassin dont les eaux guérissaient ensuite les yeux malades. « Comme le saint s'appelle Clair, naturellement on l'invoque pour les maladies des yeux ».

### LeXXesiècle

#### La Belle Époque
L'ancienne église étant en ruines, l'abbé Frinault, nommé recteur de Réguiny en 1898, entreprit la construction d'une nouvelle église, avec le soutien du maire, Joseph du Verger de Cuy. La nouvelle église Saint-Clair (plans de Lagaury et Libaudière, architectes à Nantes) fut consacrée le 8 septembre 1906.
Réguiny fut desservi par la ligne des Chemins de fer du Morbihan (ligne à voie métrique allant de Locminé à Ploërmel via Moulin Gilet) qui fut mise en service le 1er septembre 1902 et ferma en 1947. La gare de Réguiny se trouvait au sud-est du bourg (quartier actuel "la Gare").
Le 9 mars 1906 l'inventaire des biens d'église fut vainement tenté à Réguiny, les paroissiens s'y opposant.
Influencés par les travaux de mise en valeur des landes réalisés par les moines de l'abbaye de Timadeuc pour les transformer en terres cultivées, les paysans des communes de Réguiny, Crédin, Pleugriffet , etc.. les imitent au début du XXe siècle.

#### La Première Guerre mondiale
Le monument aux morts de Réguiny porte les noms de 79 soldats morts pour la France pendant la Première Guerre mondiale ; parmi eux 5 sont morts en Belgique (Joseph Brazidec et Lucien Le Breton dès le 21 août 1914 à Ham-sur-Sambre, Magloire Dugué à Maissin, Alexandre Olivier à Rossignol et Alphonse Pichard à Sambreville, tous les trois le 22 août 1914 ; Olézime Le Coq, Jean Le Rétif et Jean Pichard sont morts alors qu'ils étaient prisonniers de guerre en Allemagne ; la plupart des autres sont décédés sur le sol français, dont Albert Le Large, soldat du 77e régiment d'infanterie, tué à l'ennemi le 30 août 1914 à Launois (Ardennes), décoré de la Médaille militaire et de la Croix de guere.

#### L'Entre-deux-guerres

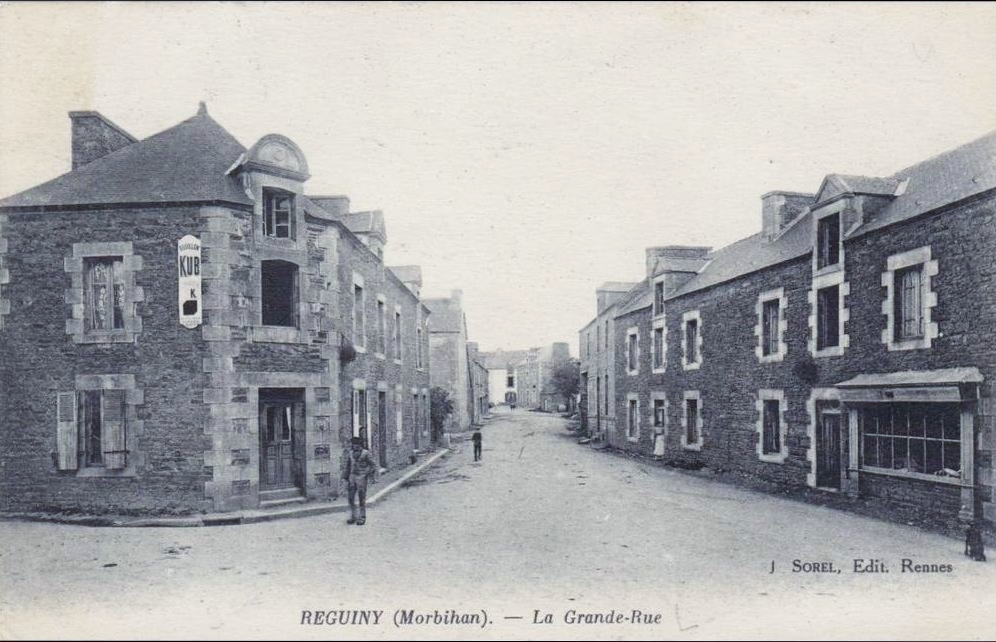
Réguiny ː la Grande Rue vers 1925 (carte postale).
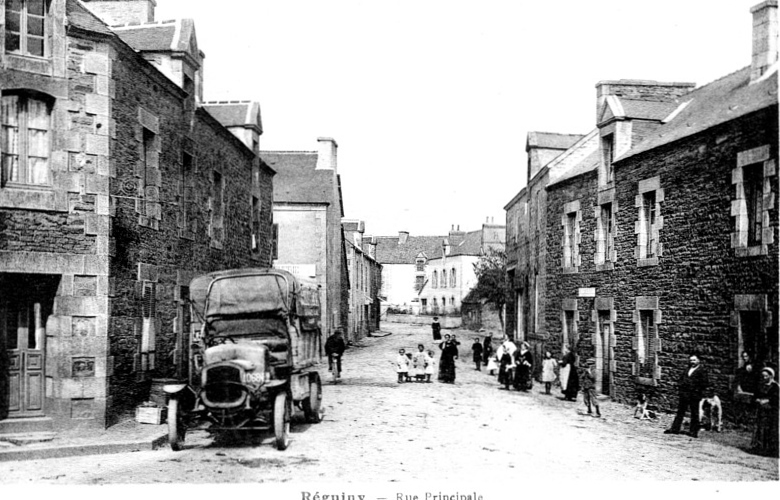
Réguiny ː la rue principale vers 1925 (carte postale).
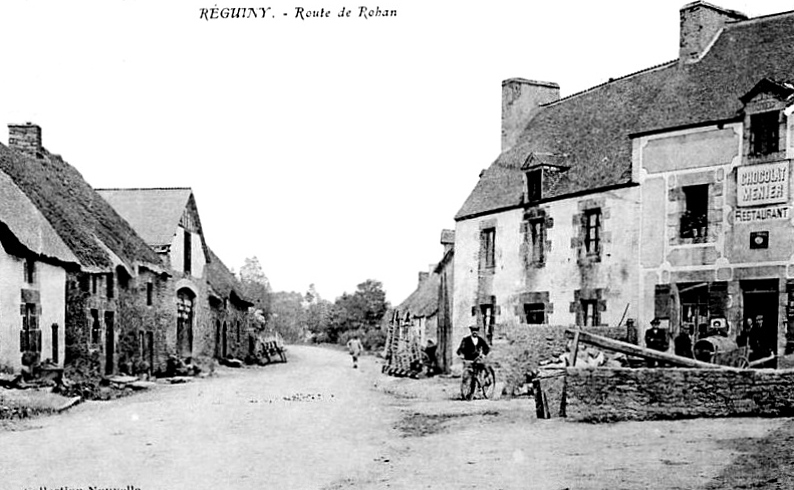
Réguiny ː la route de Rohan vers 1925 (carte postale).
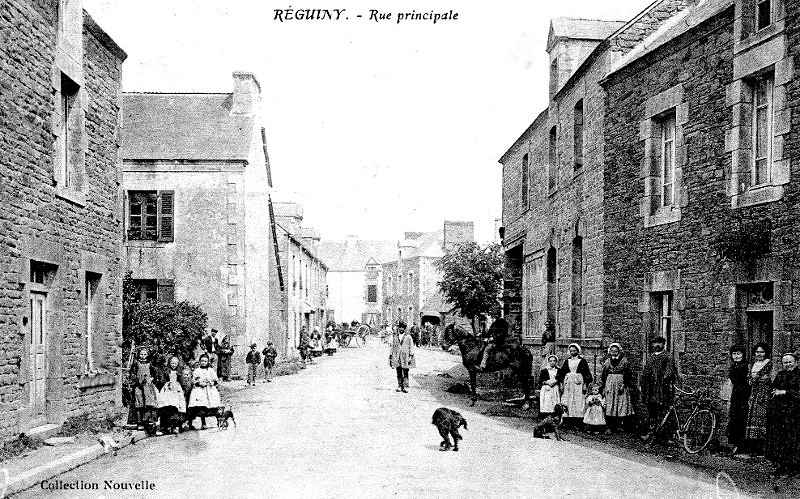
Réguiny ː le centre du bourg vers 1925 (carte postale).
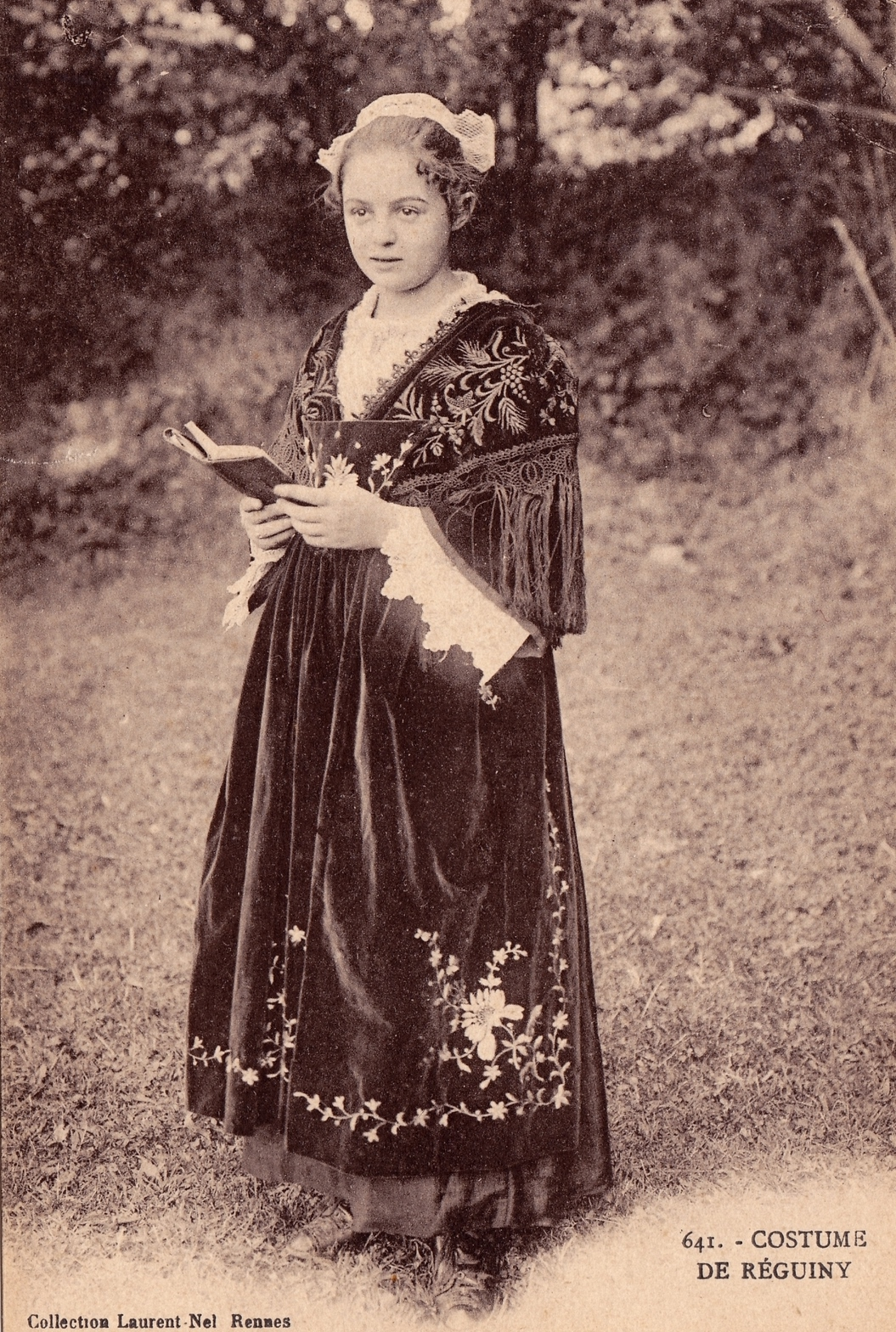
Réguiny ː jeune femme en costume traditionnel (carte postale).

Un dessin publié en 1937 dans le livre de l'abbé Pierre Martin montre l'église Saint-Pierre-et-Saint-Paul et l'ancienne chapelle Saint-Clair.
Un accident de chemin de fer (un train de pèlerins revenant du pardon de Notre-Dame du Roncier) fit cinq morts et plusieurs blessés près de Réguiny le 8 septembre 1938.

#### La Seconde Guerre mondiale
Lors de la Seconde Guerre mondiale, Réguiny a joué un rôle non négligeable dans la résistance. Un aviateur anglais, le lieutenant-colonel John Clifford, y a trouvé la mort, son tombeau se trouve dans le cimetière et une rue porte son nom.
Le monument aux morts de Réguiny porte les noms de 9 personnes mortes pour la France pendant la Seconde Guerre mondiale ; parmi elles 5 (Joachim Bellec, Léon Le Breton, Auguste Le Ray, Armand Le Rétif et Joachim Lécuyer) sont des soldats morts au printemps 1940 lors de la Bataille de France ; Joseph Guimard est mort le 23 février 1942 et inhumé à la Nécropole nationale de Strasbourg-Cronenbourg ; Constant Jégo est mort en captivité en Allemagne le 14 avril 1945.
Une plaque commémorative située à Kerbourhis honore la mémoire de Louis Nicolas, de Locminé, résistant fusillé par les Allemands le 18 juillet 1944 et une autre, située à Pont-Hamon celle de deux résistants, Onésime Le Cam (de Moréac), tué au combat le 8 juin 1944 et Marcel Gainche (de Naizin), fait prisonnier par les Allemands à Bel-Orient en Réguiny et fusillé à la Citadelle de Port-Louis en juin 1944.
Désiré Jahier, dit Bobby, résistant franc-tireur et partisan à l'âge de 16 ans, ses chefs ayant été faits prisonniers, torturés et fusillés par les Allemands, prit le commandement d'un maquis de la région de Réguiny jusqu'à la libération ; il fut décoré de la Croix de guerre avec palme.

#### L'après Seconde Guerre mondiale
L'achat de la première pompe à incendie remonte à 1947 et le corps de sapeurs-pompiers de la commune est créé en 1951.
Un soldat originaire de Réguiny (Georges Le Bris) est mort pour la France pendant la Guerre d'Algérie.

### LeXXIesiècle

#### Le parc éolien du Landier du Rohannet
À cheval sur les communes de Crédin et Réguiny, le parc éolien du Landier du Rohannet est constitué de 4 éoliennes installées en 2007 d'une puissance nominale totale de 8 MW ; les mâts des éoliennes ont une hauteur de près de 87 mètres ; elles sont exploitées par la société "Elicio Bretagne Sas". En 2023 la préfecture du Morbihan a donné son accord pour leur remplacement par 3 éoliennes (2 sur le territoire de Réguiny et une sur Crédin) dont les mâts auront une hauteur de 115 mètres et dont la puissance installée totale sera de 12,78 MW.
En 2020 le projet de 2 ou 3 éoliennes supplémentaires, qui auraient été implantées près de Locmalo, est abandonné après un vote défavorable du conseil municipal.

#### Réguiny «Petite ville de demain»
Le 14 mars 2024, Réguiny a officiellement signé la convention-cadre du projet "Petites villes de demain", avec le soutien de Pontivy communauté, de l’État, de la Région et de la Banque territoriale et est donc bénéficiaires de cette « stratégie de revitalisation » décidée par l'État.

## Blasonnement
|  | Les armoiries de Réguiny se blasonnent ainsi : L'écartelé 1 rappelle que Réguiny appartenait au duché de Rohan avant la Révolution. Le 2 évoque l'ével qui traverse la commune, et les trèfles, son activité agricole (ils sont inspirés des armoiries de la famille de Longeaux que l'on voit sur la façade de l'église). Le 3 localise Réguiny en Bretagne (Hermines). Le 4 reprend le coq, symbole de Réguiny : "première station verte de Bretagne". L'écu à la crosse est en rapport direct avec saint Clair, premier évêque de Nantes, dont la tombe orne l'église de Réguiny. La devise "de bien en mieux" figure sur la sculpture de l'église, en dessous des blasons des familles de Longeaux, du Verger de Cuy et de Poulmic. Les soutiens figurent l'importance de l'agriculture et du patrimoine naturel de la commune. |

## Politique et administration

### Liste des maires
| Période                                  | Période    | Identité                | Étiquette       | Qualité                                                                    |
| ---------------------------------------- | ---------- | ----------------------- | --------------- | -------------------------------------------------------------------------- |
| Les données manquantes sont à compléter. |            |                         |                 |                                                                            |
| 1793                                     | 1793       | Charles François Morel  |                 |                                                                            |
| 1793                                     | an V       | Louis Le Dimna          |                 | Laboureur et juge de paix.                                                 |
| an V                                     | an VI      | Louis Guillemin         |                 |                                                                            |
| an VII                                   | 1809       | Pierre Guillemin        |                 | Cabaretier.                                                                |
| 1809                                     | 1819       | Guillaume Guerlan       |                 |                                                                            |
| 1819                                     | 1830       | Joseph Le Large         |                 |                                                                            |
| 1830                                     | 1831       | Richard                 |                 |                                                                            |
| 1831                                     | 1846       | Guillemin               |                 | Battu aux élections du 16 août 1846.                                       |
| 1846                                     | 1867       | Nicolas Le Dimna        |                 | Cultivateur. Fils de Louis Le Dimna, maire entre 1783 et l'an V.           |
| 1867                                     | 1878       | Jean-Louis Le Dimna     |                 | Cultivateur. Fils de Nicolas Le Dimna, maire précédent.                    |
| 1878                                     | après 1910 | Joseph du Verger de Cui |                 | Officier de cavalerie. Conseiller général. Résidait au Château de Porhman. |
|                                          |            |                         |                 |                                                                            |
| avant 1935                               | après 1935 | Robic                   | Union nationale | Réélu en 1935.                                                             |
| avant 1944                               |            | Le Roscoet              |                 |                                                                            |
|                                          |            |                         |                 |                                                                            |
| 1947                                     | mars 1977  | Maurice Jarriault       | UNR             | Médecin, maire honoraire.                                                  |
| mars 1977                                | mars 1983  | Louis Lamour            |                 | Agriculteur.                                                               |
| mars 1983                                | juin 1995  | Alain Diverrès          | DVD             | Préparateur en pharmacie.                                                  |
| juin 1995                                | mars 2014  | Jean Launay             | DVD             | Attaché commercial.                                                        |
| mars 2014 Réélu en 2020                  | En cours   | Jean-Luc Le Tarnec      | DVD             | Responsable technique 12e vice-président de Pontivy Communauté (2016 → ).  |

## Démographie
L'évolution du nombre d'habitants est connue à travers les recensements de la population effectués dans la commune depuis 1793. Pour les communes de moins de 10 000 habitants, une enquête de recensement portant sur toute la population est réalisée tous les cinq ans, les populations de référence des années intermédiaires étant quant à elles estimées par interpolation ou extrapolation. Pour la commune, le premier recensement exhaustif entrant dans le cadre du nouveau dispositif a été réalisé en 2004.

En 2022, la commune comptait 1 944 habitants, en évolution de −2,8 % par rapport à 2016 (Morbihan : +3,82 %, France hors Mayotte : +2,11 %).
| 1793 | 1800  | 1806  | 1821 | 1831  | 1836  | 1841  | 1846  | 1851  |
| ---- | ----- | ----- | ---- | ----- | ----- | ----- | ----- | ----- |
| 996  | 1 160 | 1 031 | 946  | 1 130 | 1 143 | 1 135 | 1 181 | 1 189 |

| 1856  | 1861  | 1866  | 1872  | 1876  | 1881  | 1886  | 1891  | 1896  |
| ----- | ----- | ----- | ----- | ----- | ----- | ----- | ----- | ----- |
| 1 210 | 1 210 | 1 266 | 1 195 | 1 223 | 1 295 | 1 328 | 1 345 | 1 427 |

| 1901  | 1906  | 1911  | 1921  | 1926  | 1931  | 1936  | 1946  | 1954  |
| ----- | ----- | ----- | ----- | ----- | ----- | ----- | ----- | ----- |
| 1 461 | 1 541 | 1 583 | 1 467 | 1 510 | 1 631 | 1 633 | 1 552 | 1 521 |

| 1962  | 1968  | 1975  | 1982  | 1990  | 1999  | 2004  | 2006  | 2009  |
| ----- | ----- | ----- | ----- | ----- | ----- | ----- | ----- | ----- |
| 1 552 | 1 638 | 1 739 | 1 695 | 1 490 | 1 530 | 1 668 | 1 699 | 1 792 |

| 2014  | 2019  | 2022  | - | - | - | - | - | - |
| ----- | ----- | ----- | - | - | - | - | - | - |
| 1 929 | 1 964 | 1 944 | - | - | - | - | - | - |

## Lieux et monuments
- Église Saint-Clair et tombeau du saint : il provient de l'ancienne chapelle Saint-Clair, mais la dalle (une pierre plate ornée d'un bas-relief représentant le saint en costume d'évêque avec la mitre et la crosse) est un faux archaïque fabriquée en 1690[66]. La construction de l'église actuelle a commencé en 1899, de la flèche et du  clocher en 1904 et de la verrière en 1905. L'église abrite des statues de l'Enfant Jésus, de saint Joseph et de la Vierge Marie. Elle possède aussi des vitraux de Charles Lorin datant de 1906. L'église a fait l'objet d'une importante campagne de restauration en 2007, commandée par la commune et étudiée par Régis Ribet, architecte du patrimoine.[réf. nécessaire]

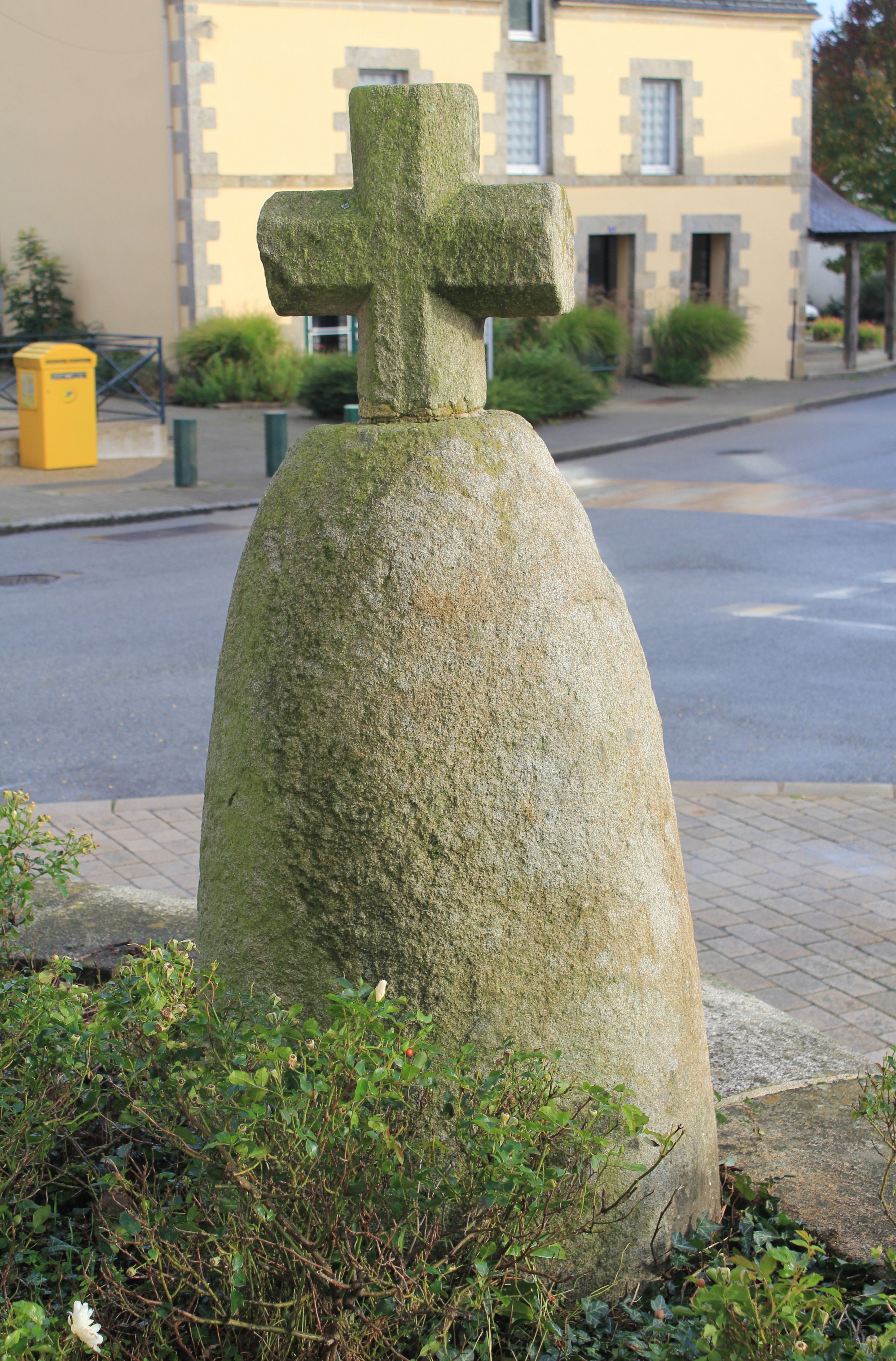
Lec'h christianisé situé à proximité de l'église Saint-Clair.
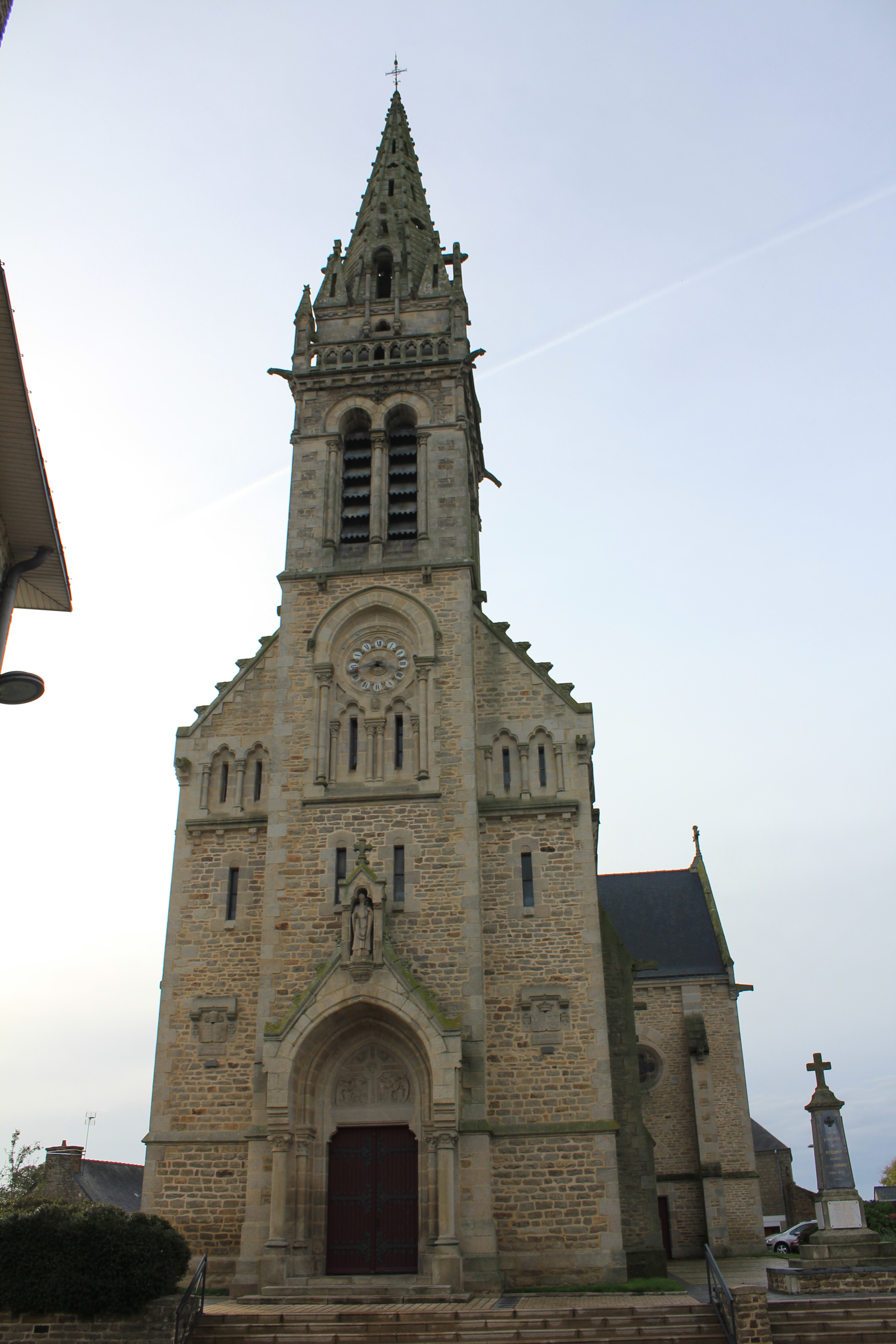
Église Saint-Clair (Réguiny) : la façade.
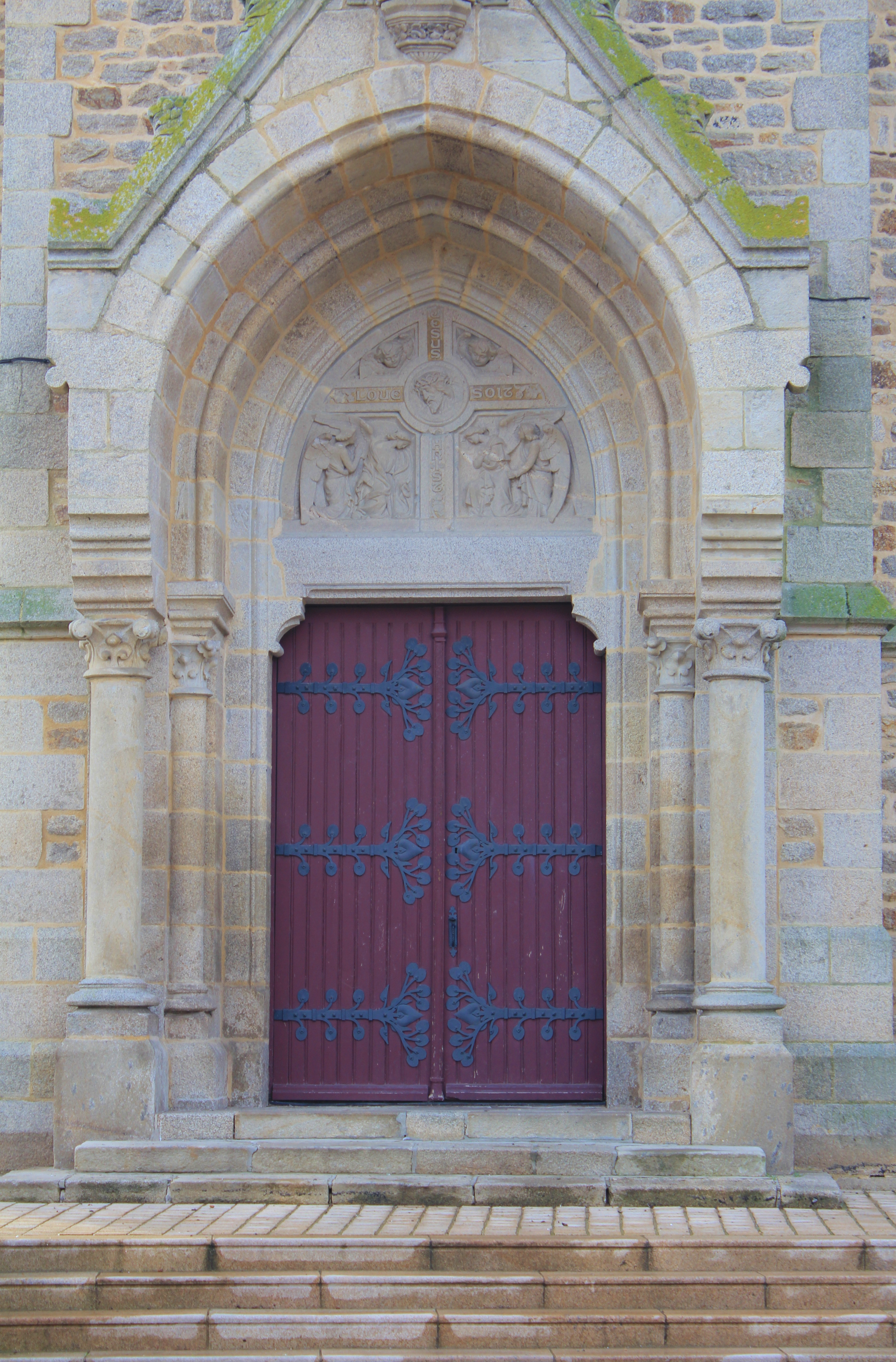
Église Saint-Clair (Réguiny) : porte principale (tournée vers l'est), détail.
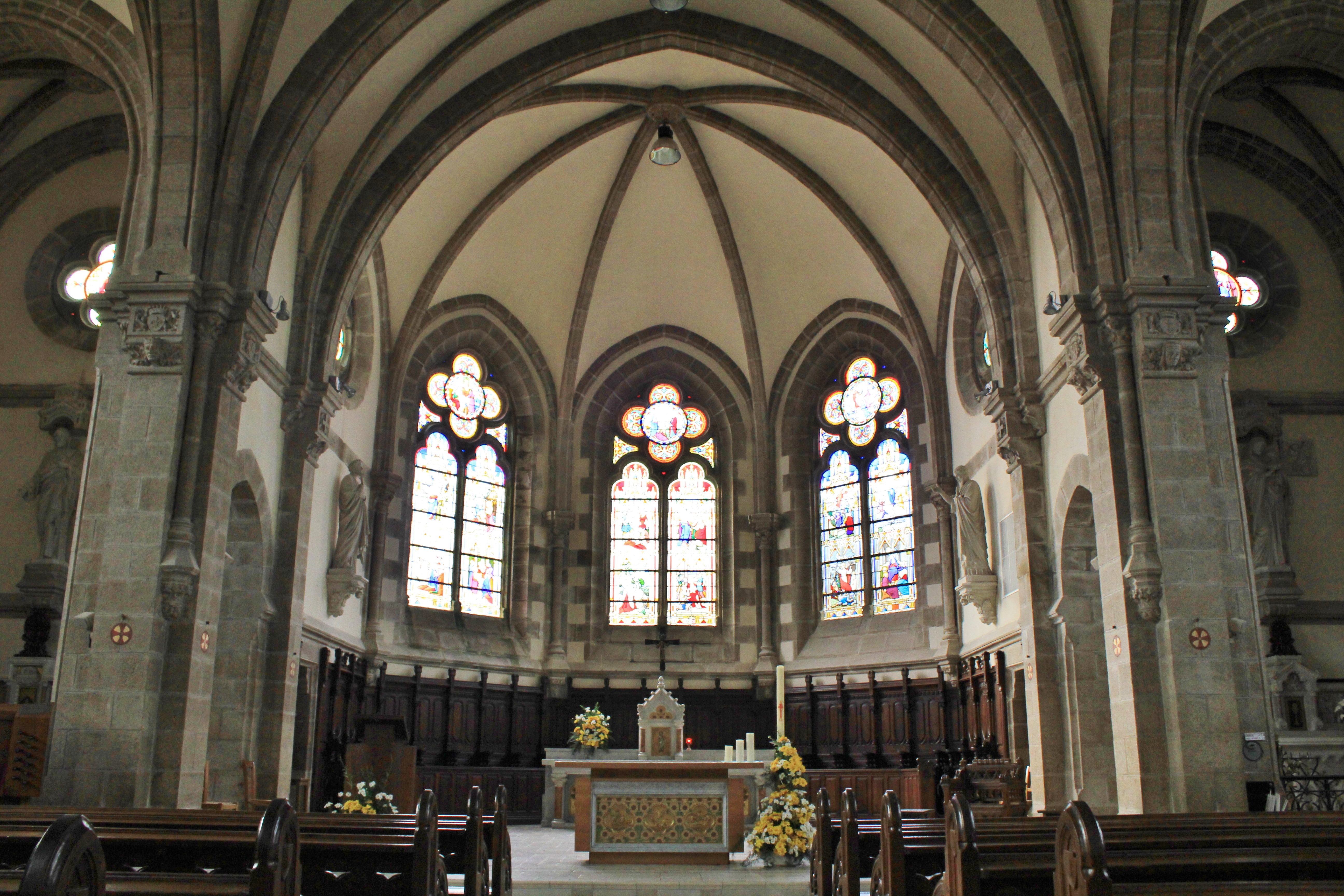
Église Saint-Clair (Réguiny) : le chœur.
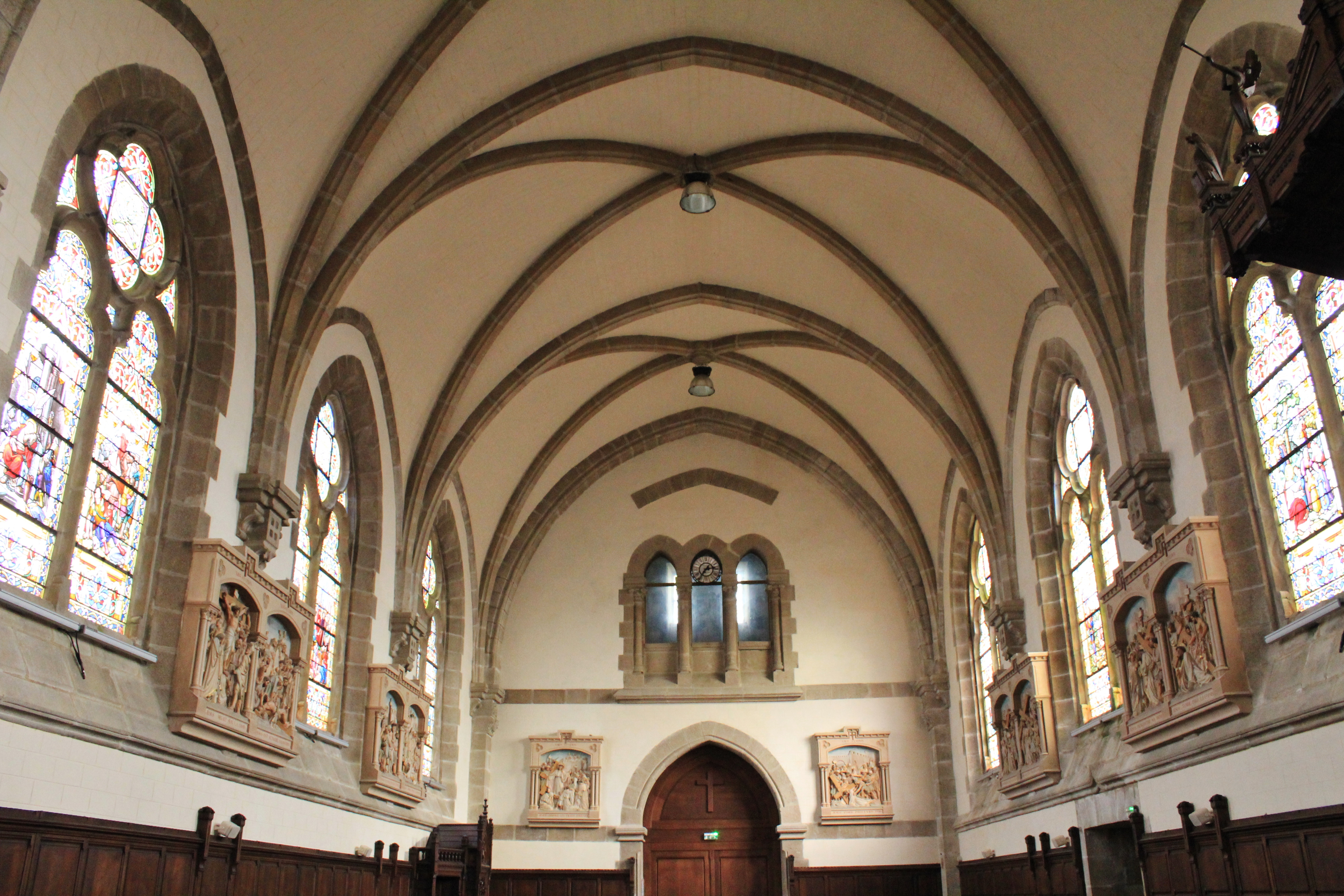
Église Saint-Clair (Réguiny) : la nef.
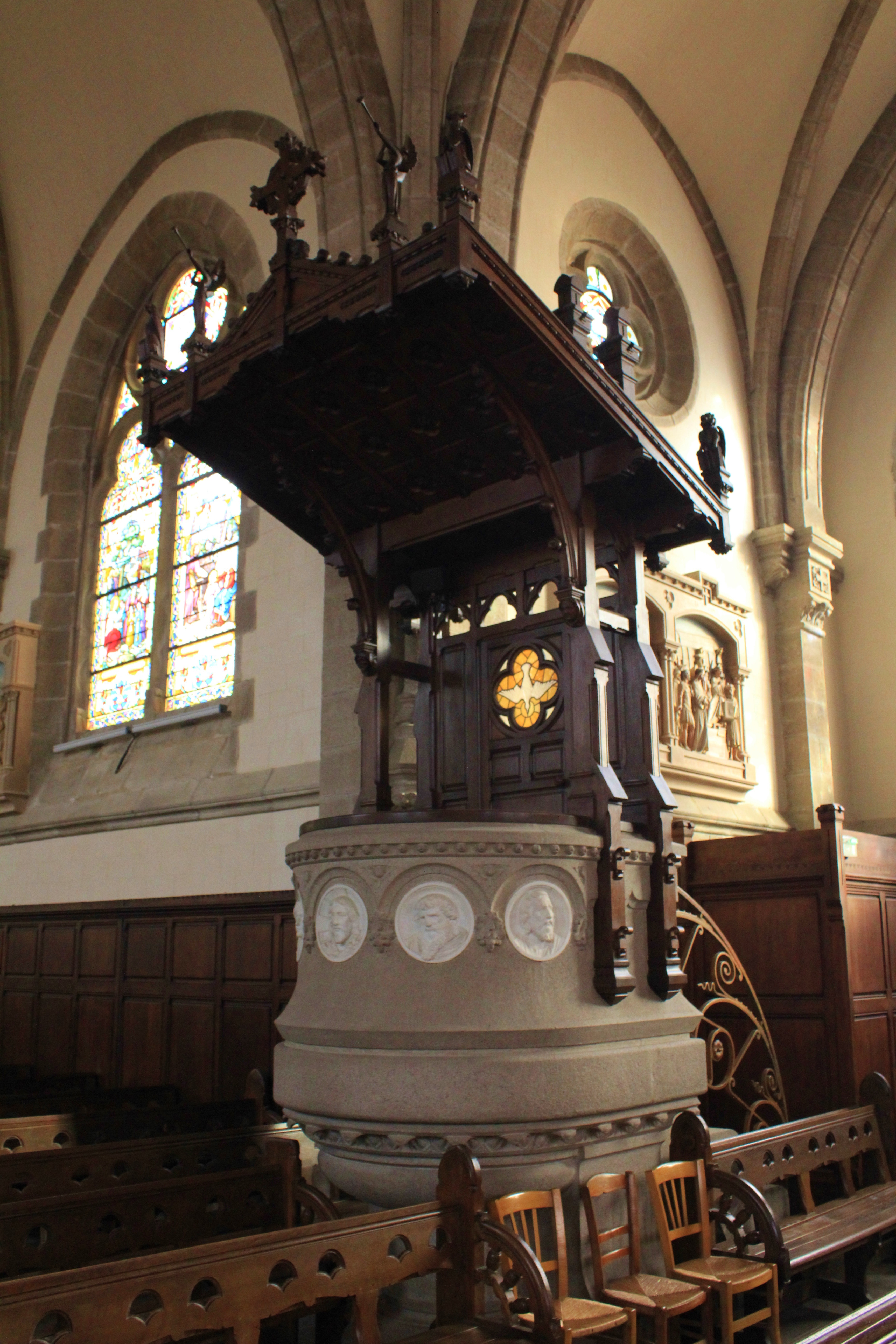
Église Saint-Clair (Réguiny) : la chaire à prêcher.

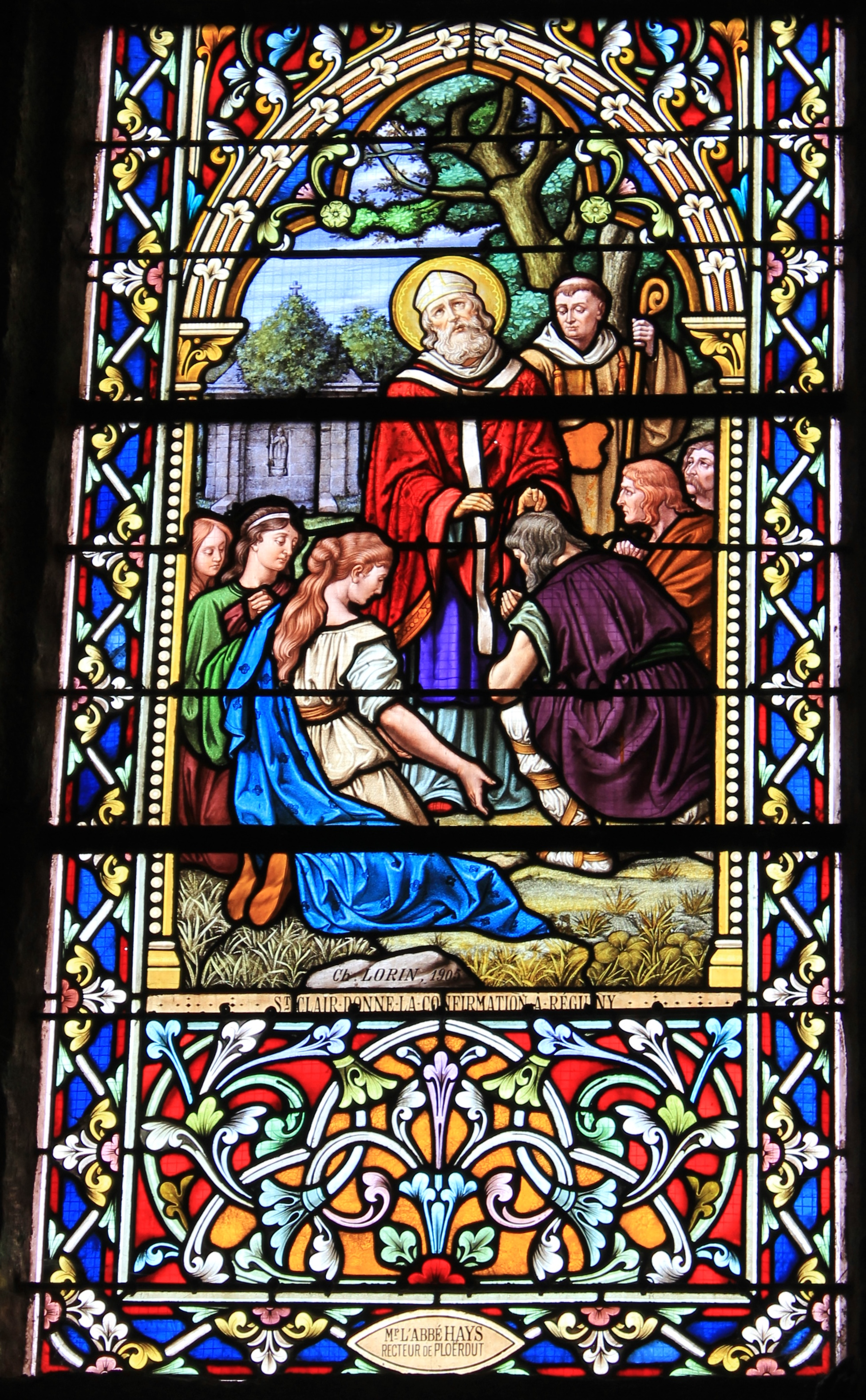
Vitrail de saint Clair donnant la confirmation à Réguiny.
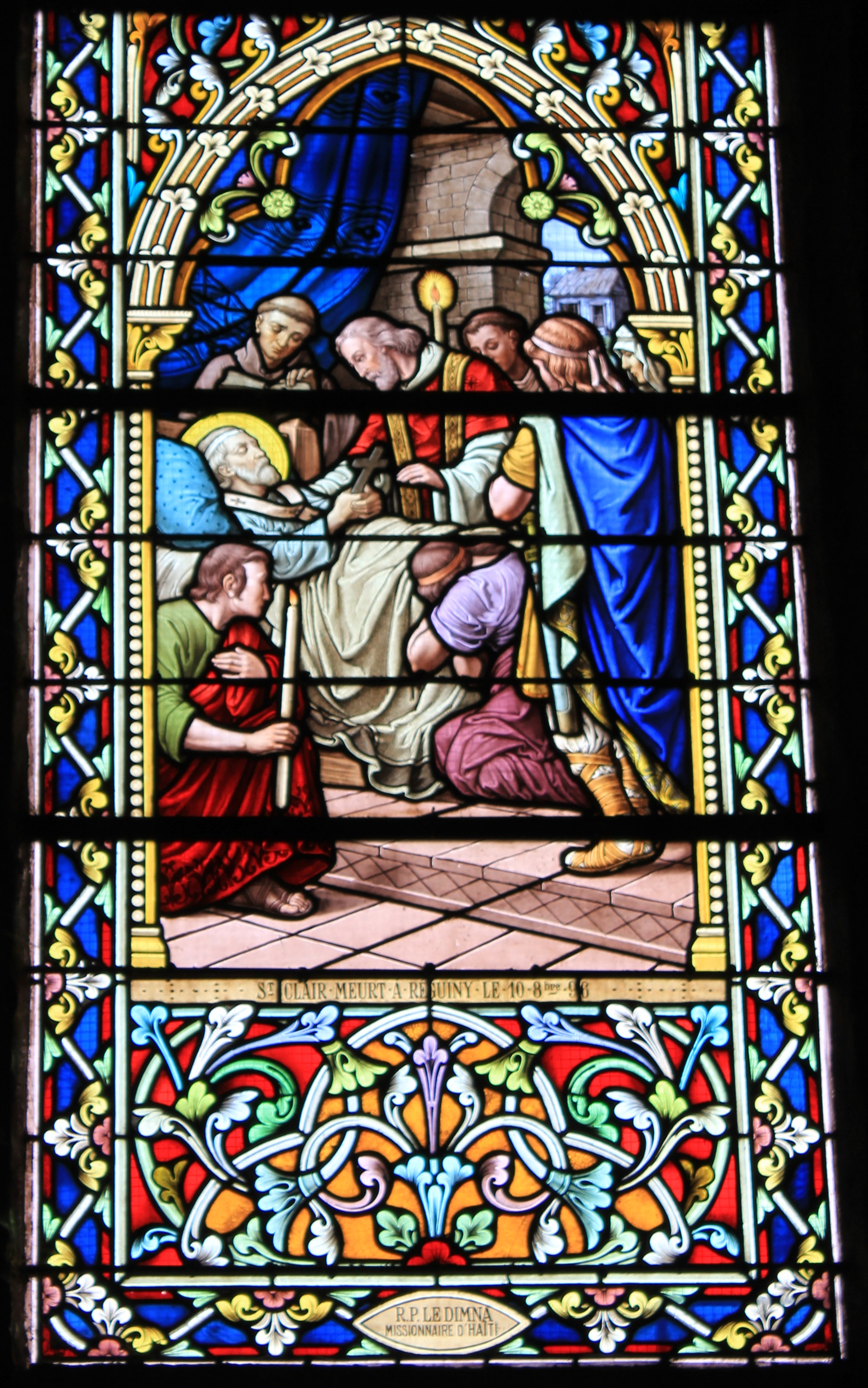
Vitrail de la mort de saint Clair à Réguiny.
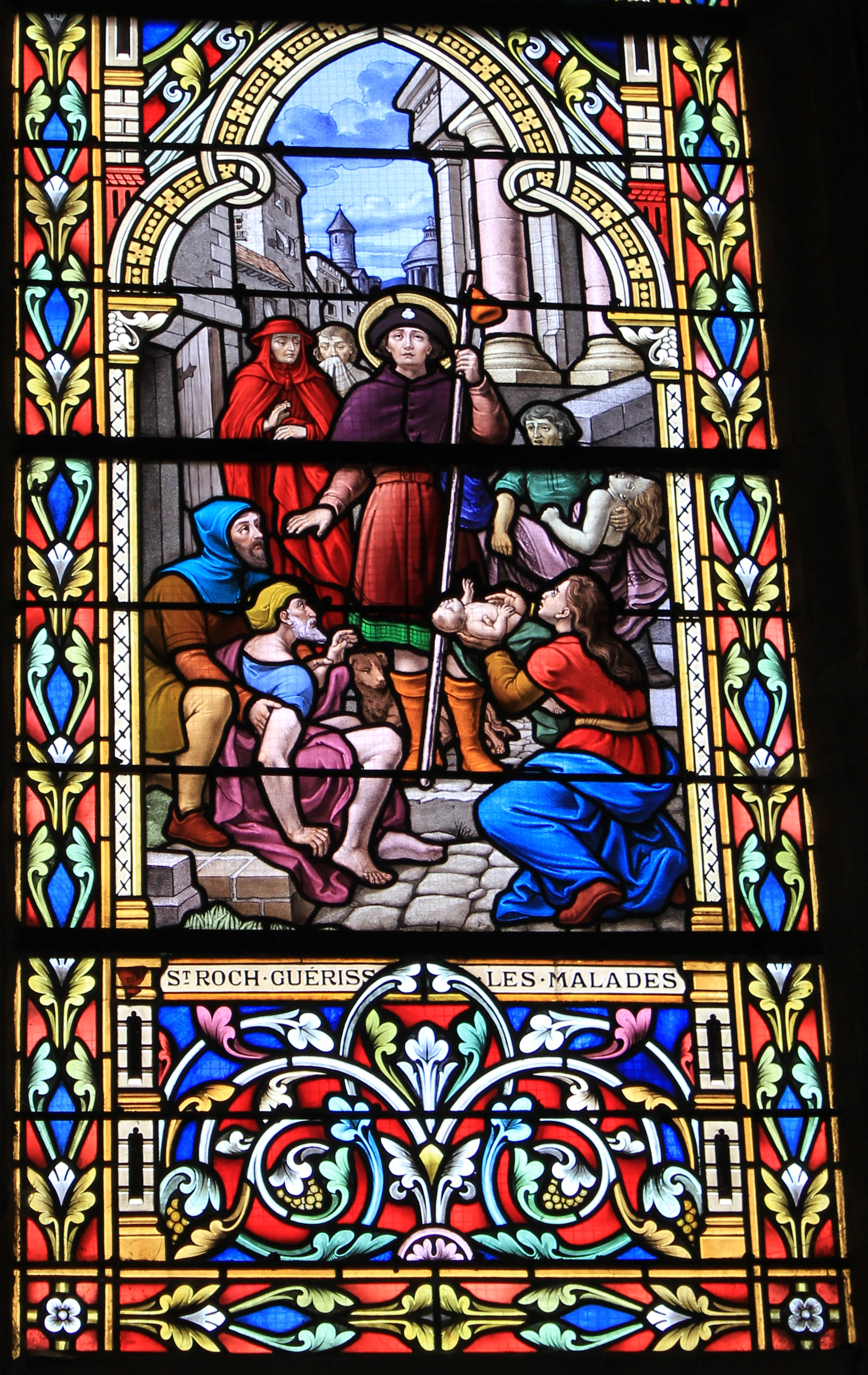
Vitrail de saint Roch guérissant les malades.
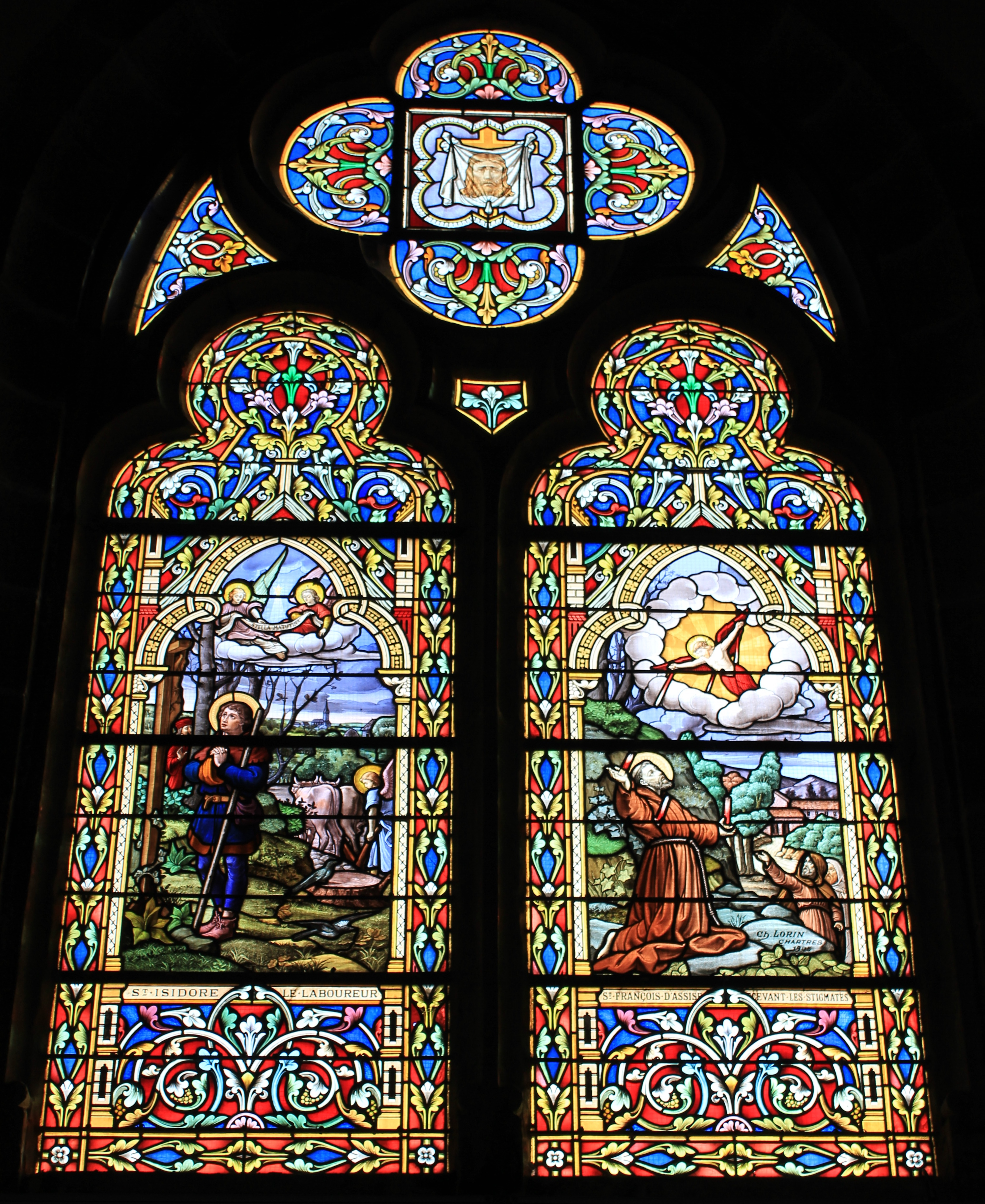
Vitraux de saint Isidore et de saint François d'Assise portant les stigmates.
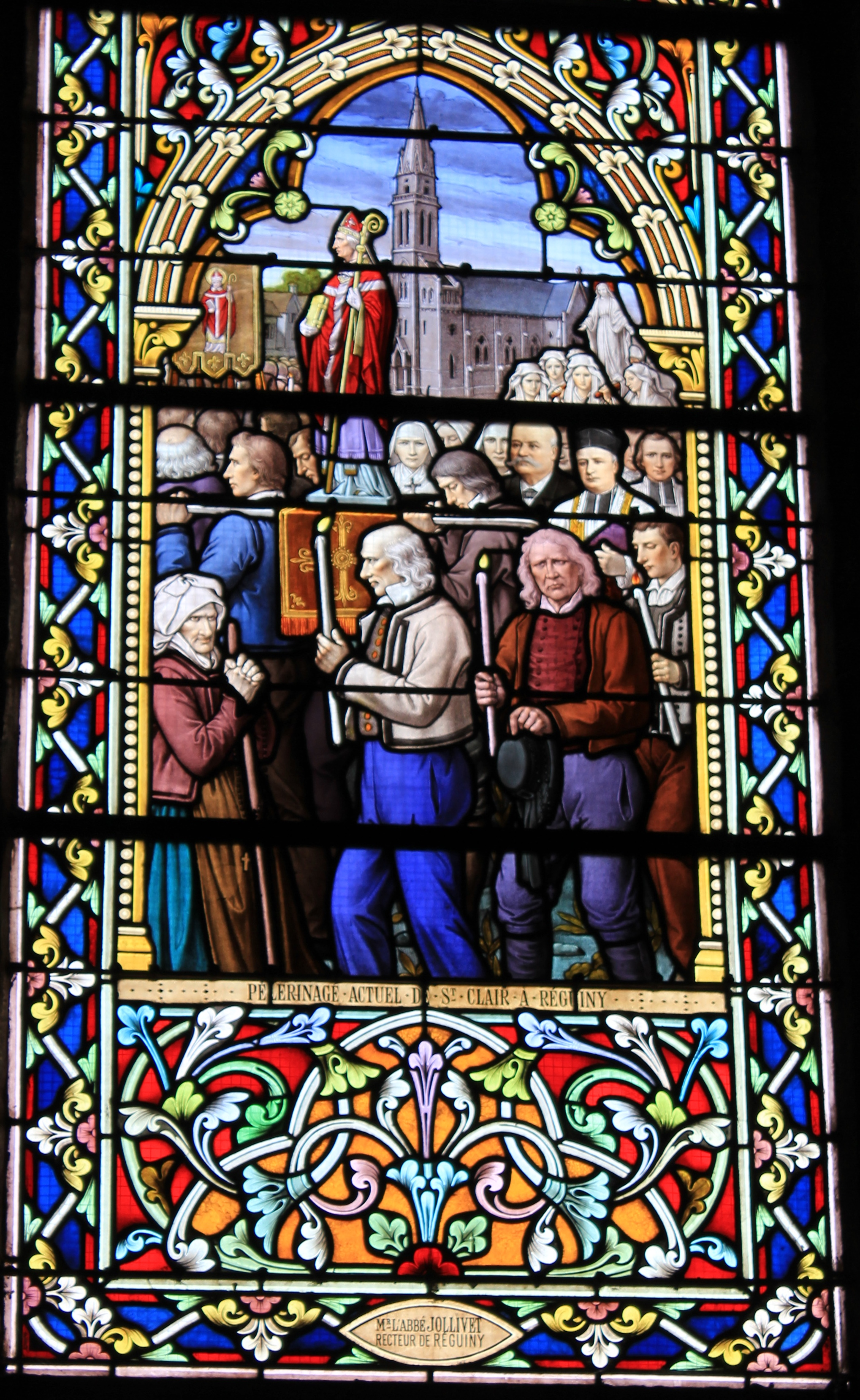
Vitrail du pèlerinage de Saint-Clair à Réguiny.

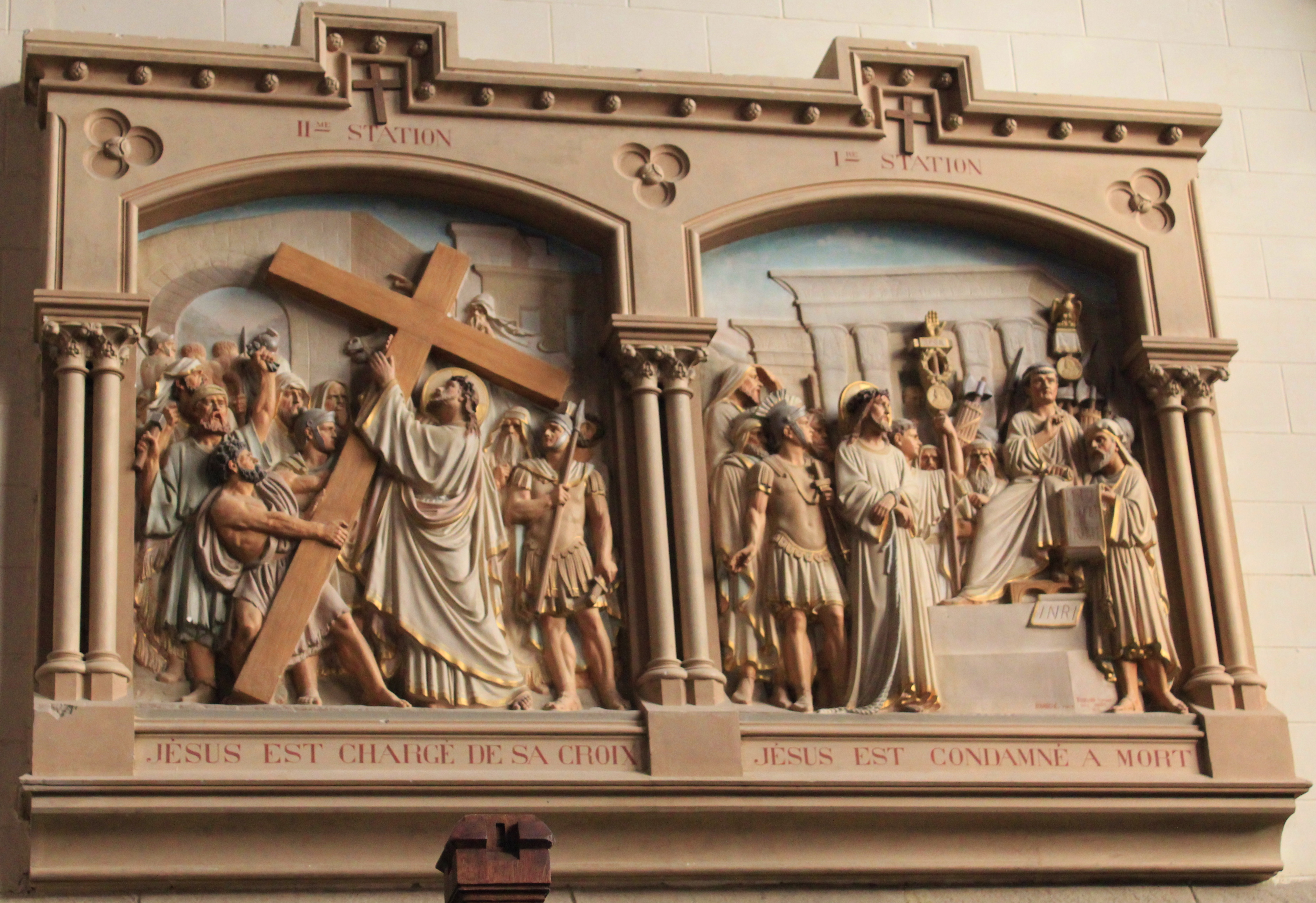
Église Saint-Clair (Réguiny) : chemin de croix, station N°1-2.
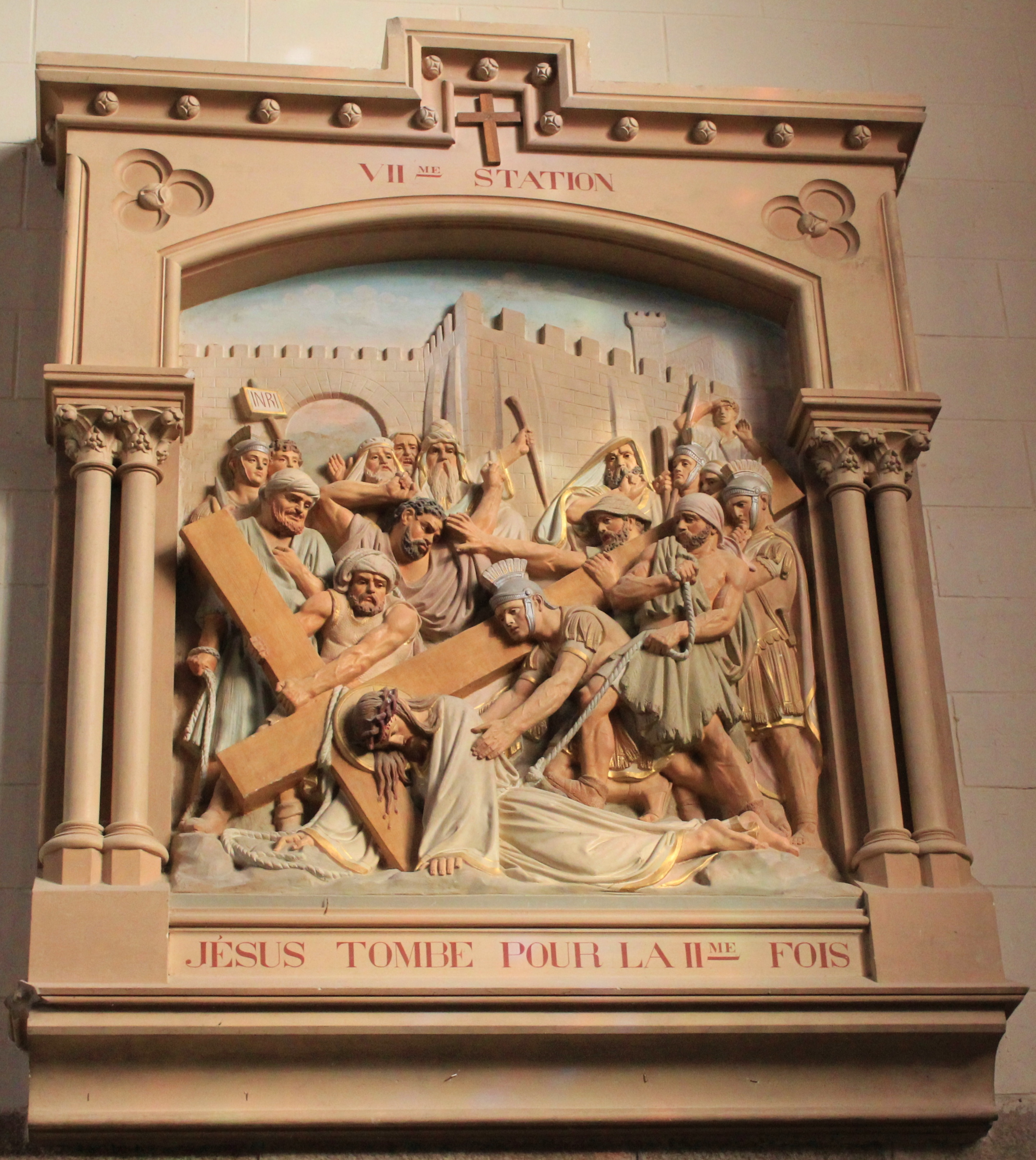
Église Saint-Clair (Réguiny) : chemin de croix, station N°7.
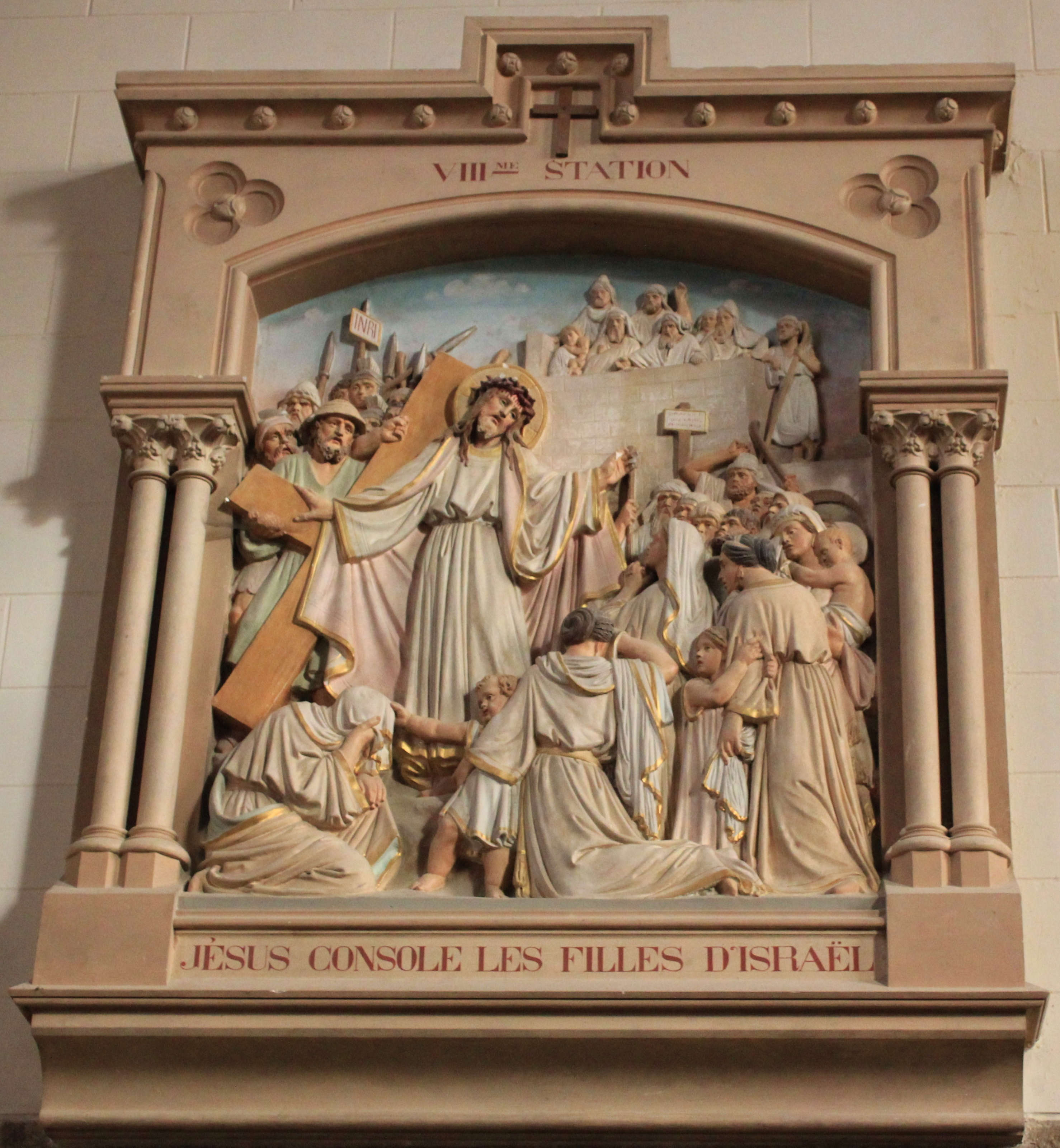
Église Saint-Clair (Réguiny) : chemin de croix, station N°8.
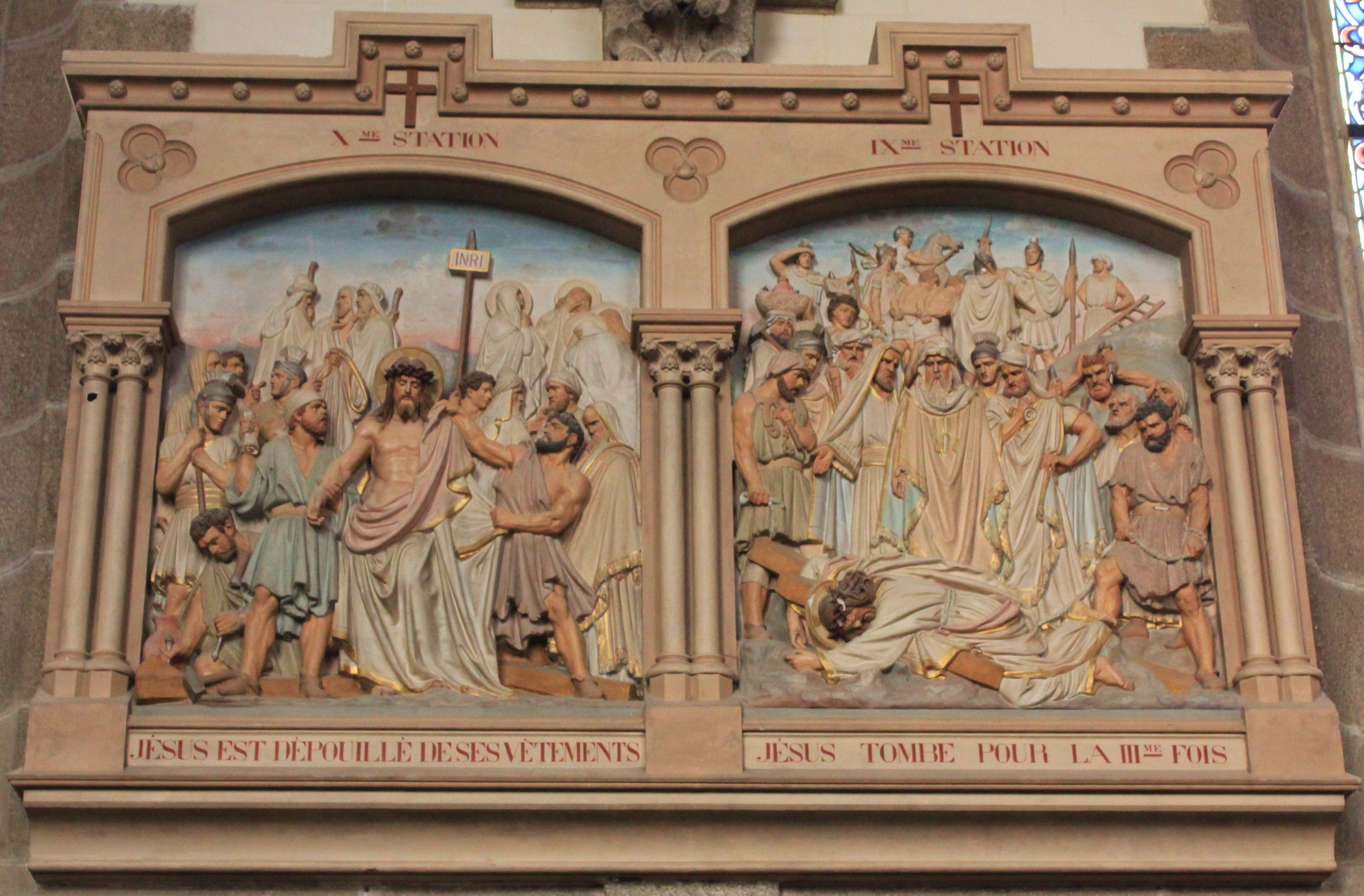
Église Saint-Clair (Réguiny) : chemin de croix, station N°9-10.
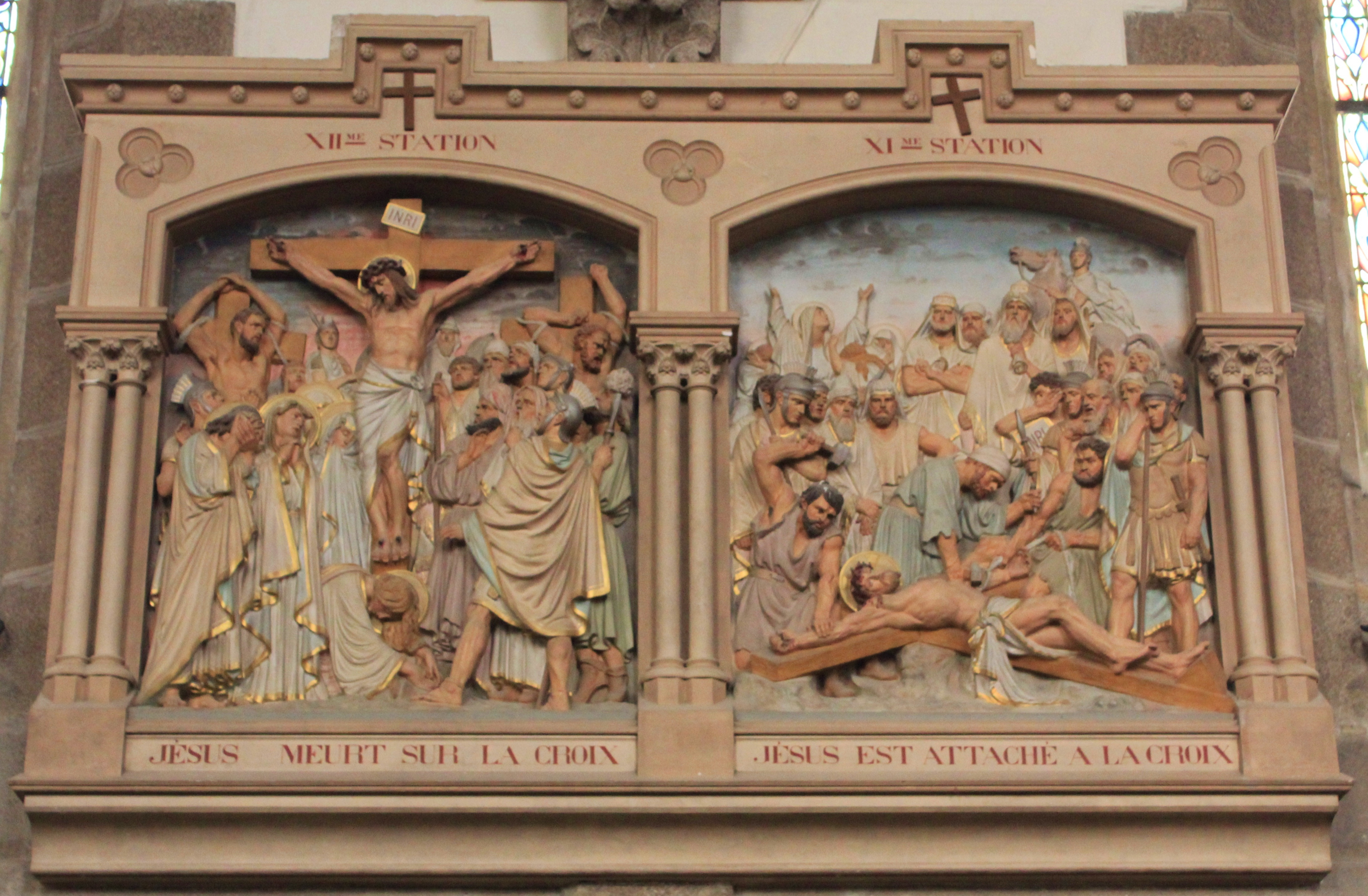
Église Saint-Clair (Réguiny) : chemin de croix, station N°11-12.

- Croix de cimetière et autres croix et calvaires ;

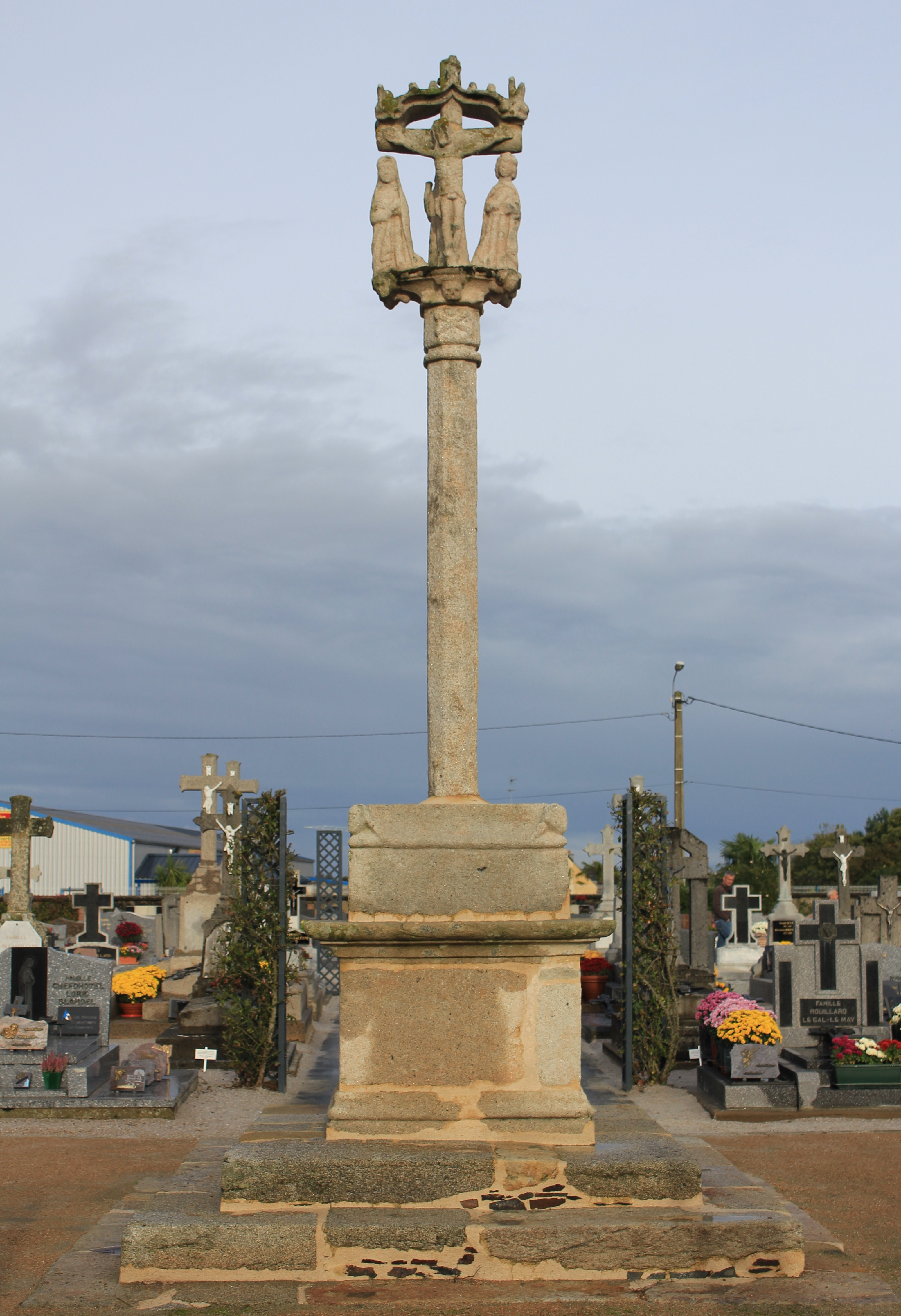
Croix de cimetière (Réguiny) : vue d'ensemble.
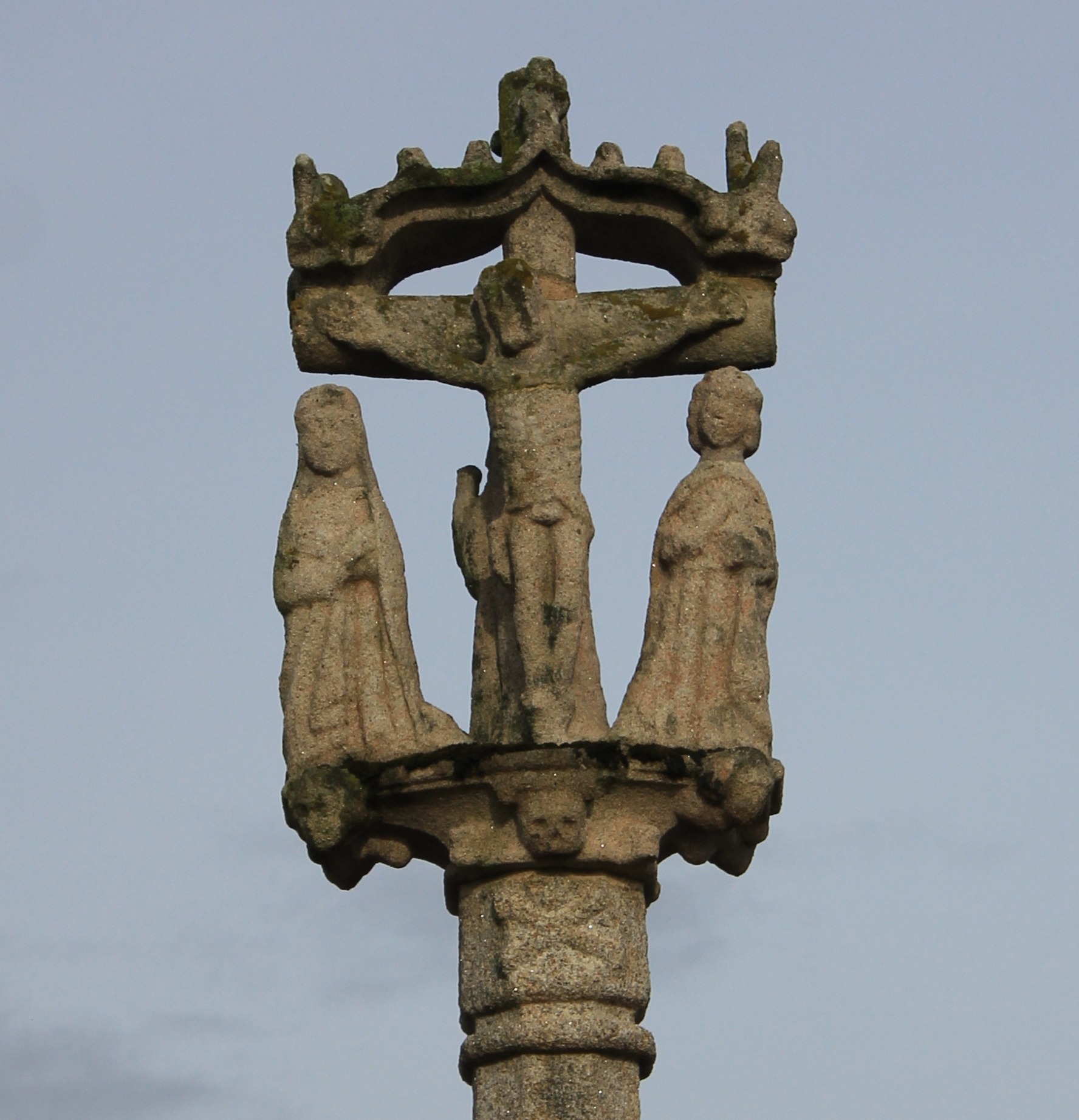
Croix de cimetière (Réguiny) : partie sommitale.
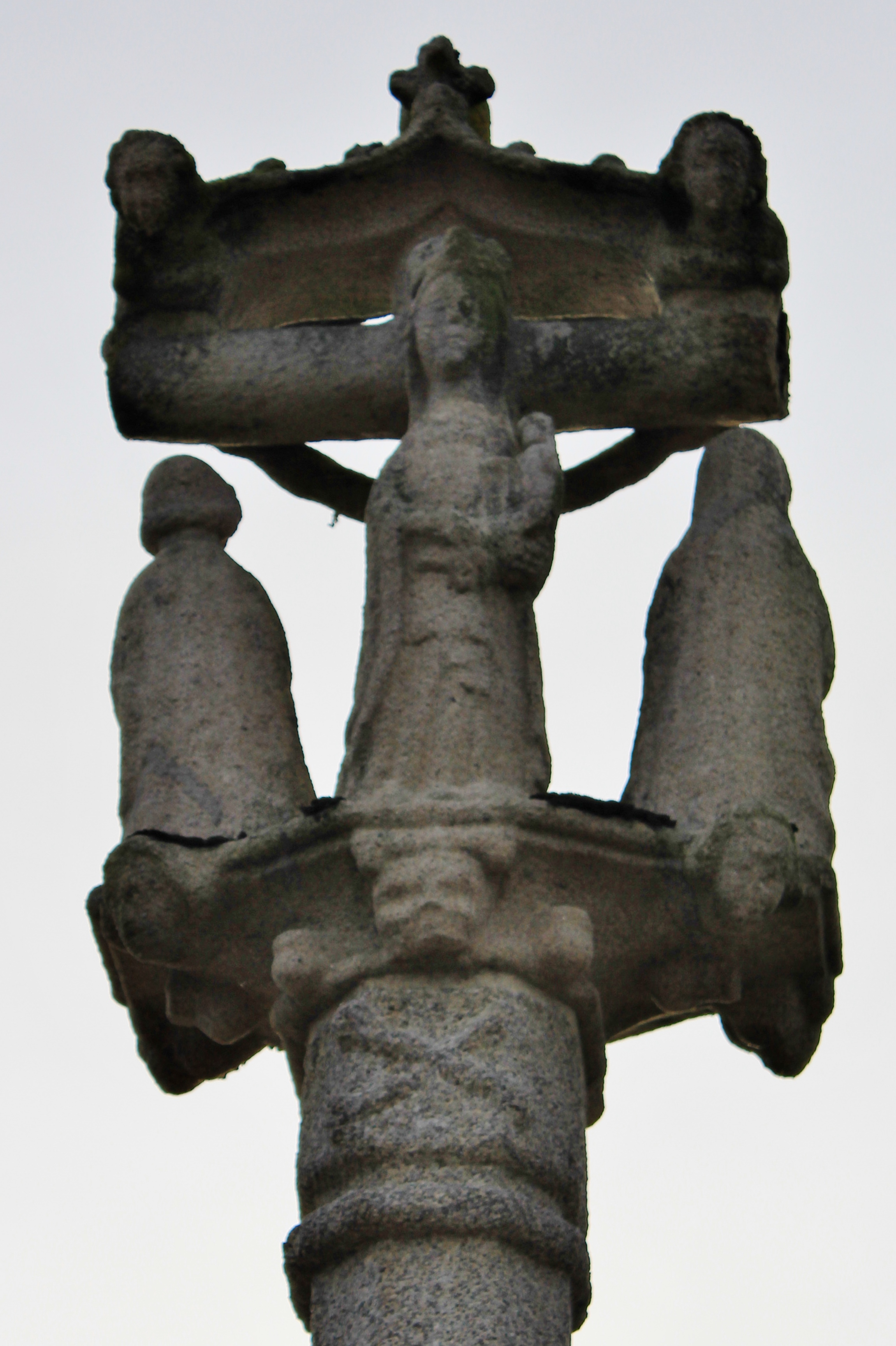
Croix de cimetière (Réguiny) : partie sommitale (autre face).

- La chapelle Saint-Malo, située au village de Locmalo : elle date de 1710 et abrite des statues de saint Malo et saint Méen ;
- Deux fontaines de dévotion : fontaine Saint-Méen (à Locmalo) et fontaine Saint-Clair (au Resto), qui date du XVIIIe siècle ;

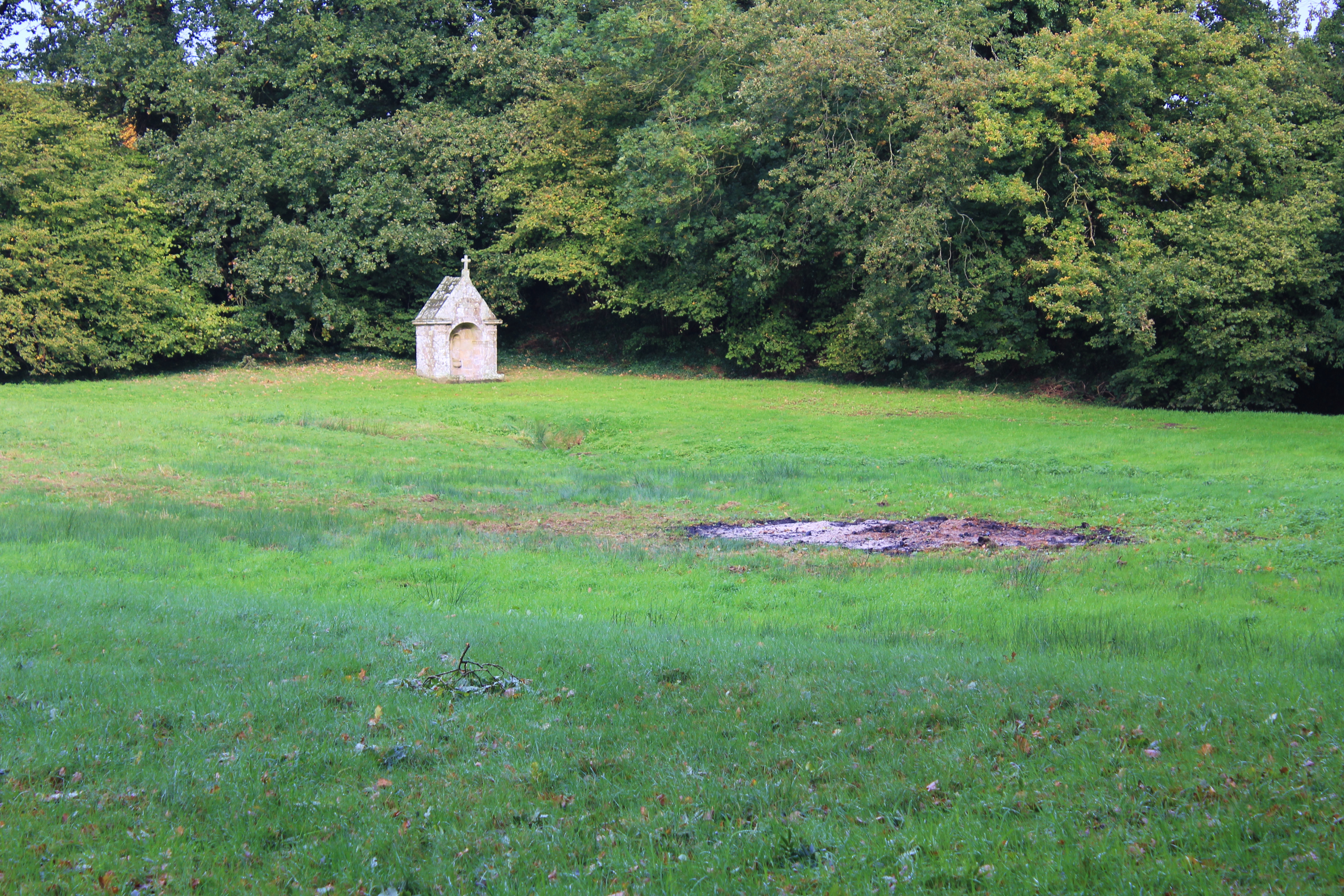
La fontaine Saint-Clair : vue générale.
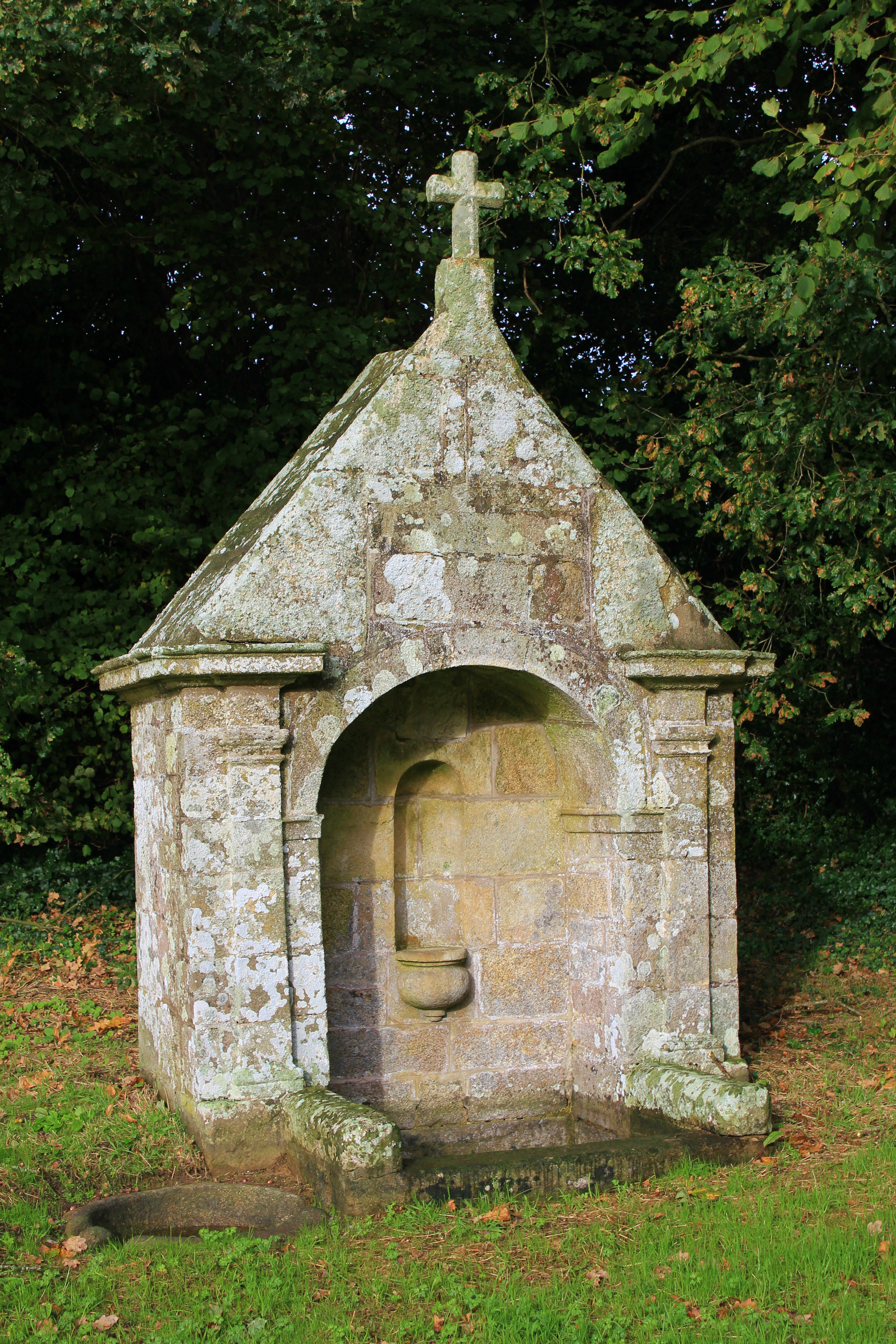
La fontaine Saint-Clair : vue d'ensemble.

- Le château de Porhman (le château actuel date de 1710), sa chapelle (dédiée à sainte Anne et saint Roch) et son calvaire (situé autrefois devant la chapelle Saint-Clair, sa partie sommitale porte une Crucifixion) et sur l'autre face une Vierge à l'Enfant ;

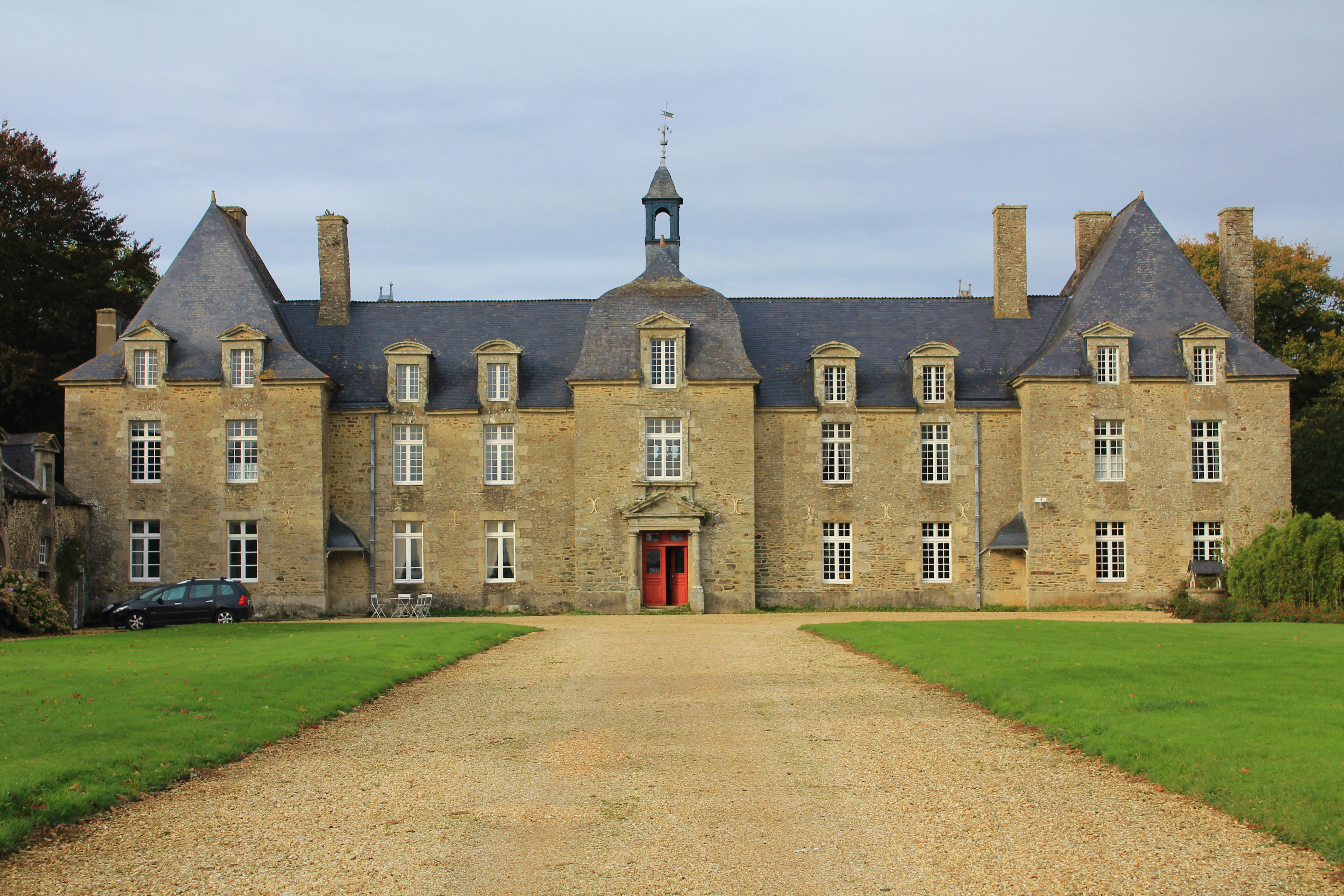
Château de Porhman : vue générale depuis le sud.
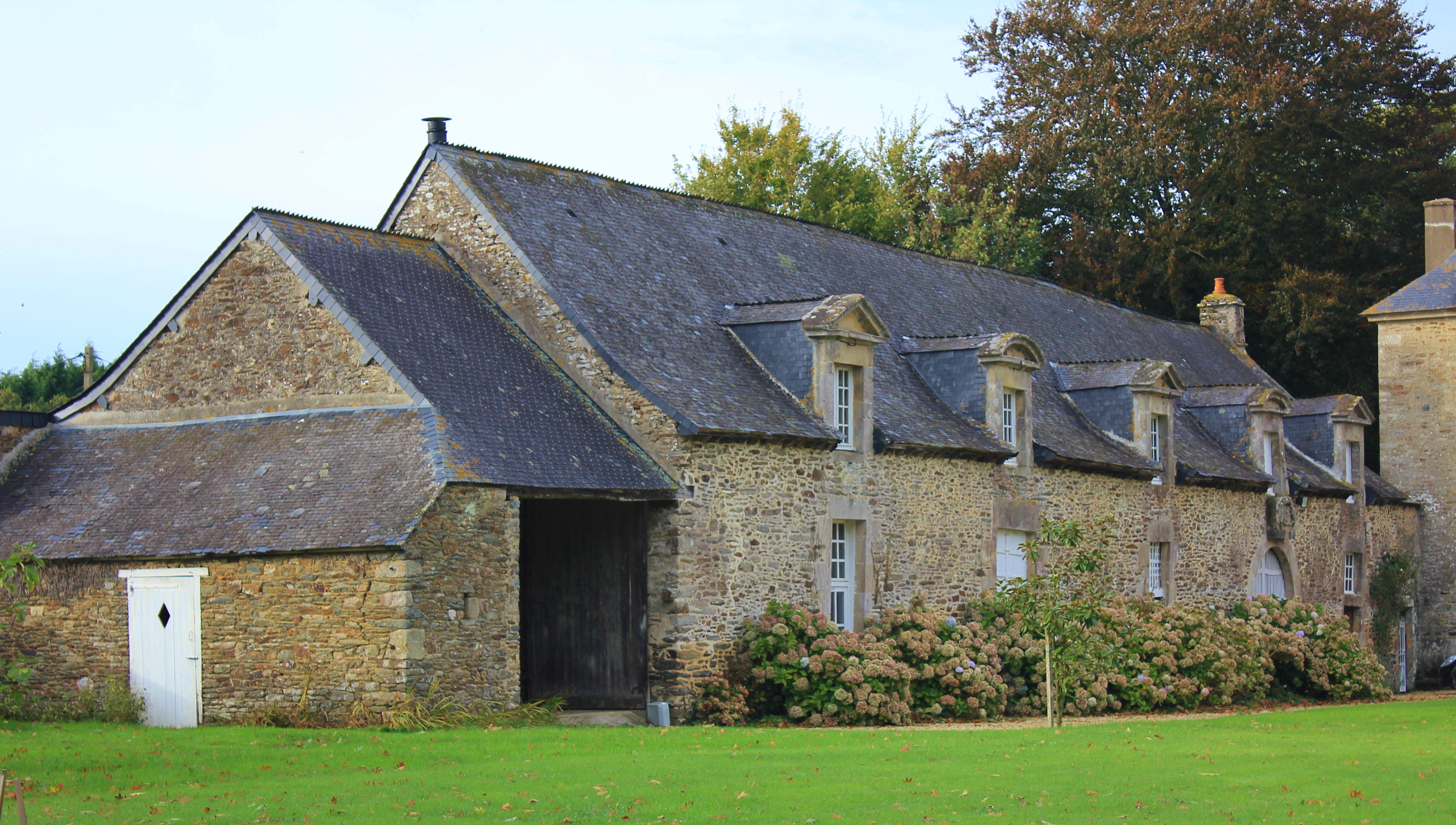
Château de Porhman : bâtiment secondaire au sud-ouest du batiment du principal, tournée vers l'allée centrale.

- Le château du Resto : le château actuel date de 1906 (construit dans un « style historiciste et régionaliste inspiré de l'architecture du XVIIe siècle » à l'emplacement d'un ancien manoir[67].
- Moulins à eau de Porhman et de Ferrand.

## Musée
Un musée privé : "Les sanglots longs", qui se trouve dans le hameau de Locmalo, présente des aspects locaux de la Seconde Guerre mondiale et de la Résistance.

## Personnalités liées à la commune
- Saint Clair, premier évêque de Nantes, serait décédé au village de Kerbellec (en Réguiny) au début du IVe siècle.
- Édouard Bihouée (né en 1936 à Réguiny), coureur cycliste.